# گرگان
گُرگان () یکی از شهرهای ایران، شهری در کناره جنوب خاوری دریای مازندران و در نزدیکی خلیج گرگان در شمال ایران و مرکز استان گلستان و شهرستان گرگان است.همچنین گرگان یکی از بزرگترین شهر های طبری نشین ایران به حساب می آید که خارج از استان مازندران میباشد 
گرگان کنونی تا سال ۱۳۱۶ «اَستَرآباد» یا «اِستارباد» نام داشت. گرگان کهن که به زبانِ عربی جرجان خوانده می‌شد، [شهری] آباد و مهم بود که در نزدیکی گنبد کاووس امروزی قرار داشته، و اینک ویرانه‌های آن در دور و بر امام‌زاده یحیی بن زید قرار دارد. نام کنونی گرگان که جایگزین نام کهنش، استرآباد شده، در واقع، برگرفته از (جرجان) و گرگان پیشین از شهریور ۱۳۱۶ برای این شهر استفاده شد. شهر گرگان و منطقهٔ پیرامونش که از نیمهٔ سال ۱۳۷۶ خورشیدی به گونه رسمی به استان گلستان نشان شده، از ۱ دی ماه ۱۳۱۱ خورشیدی تاکنون به نام «گرگان و دشت» شهرت داشته است. گرگان پرجمعیت‌ترین و بزرگترین شهرِ استان گلستان و بیست و چهارمین شهر ایران بر پایهٔ جمعیت است و بومی ها و یا به‌قول شهروندان این استان، محلی‌های آن طبری هستند که در طبری‌گرگانی دسته بندی می‌شوند. بخشی از دیوار بزرگ گرگان در نزدیکی شهر گرگان قرار دارد. گرگان کهن که در منابع یونانی هیرکانیا، در فارسی باستان ورکانه و در عربی جرجان نامیده می‌شده، سرزمینی باستانی در بخش جنوب خاوری دریای مازندران، و کمابیش یکسان با استان گلستان امروزی بوده است. ۲۰ شهریور به عنوان سالروز تغییر نام استرآباد به گرگان به عنوان روز گرگان نام گرفته است، از این رو هر ساله جشنی برایِ پاسداشت آن با همکاری مردم و شهرداری گرگان گرفته می‌شود.

## نام‌گذاری

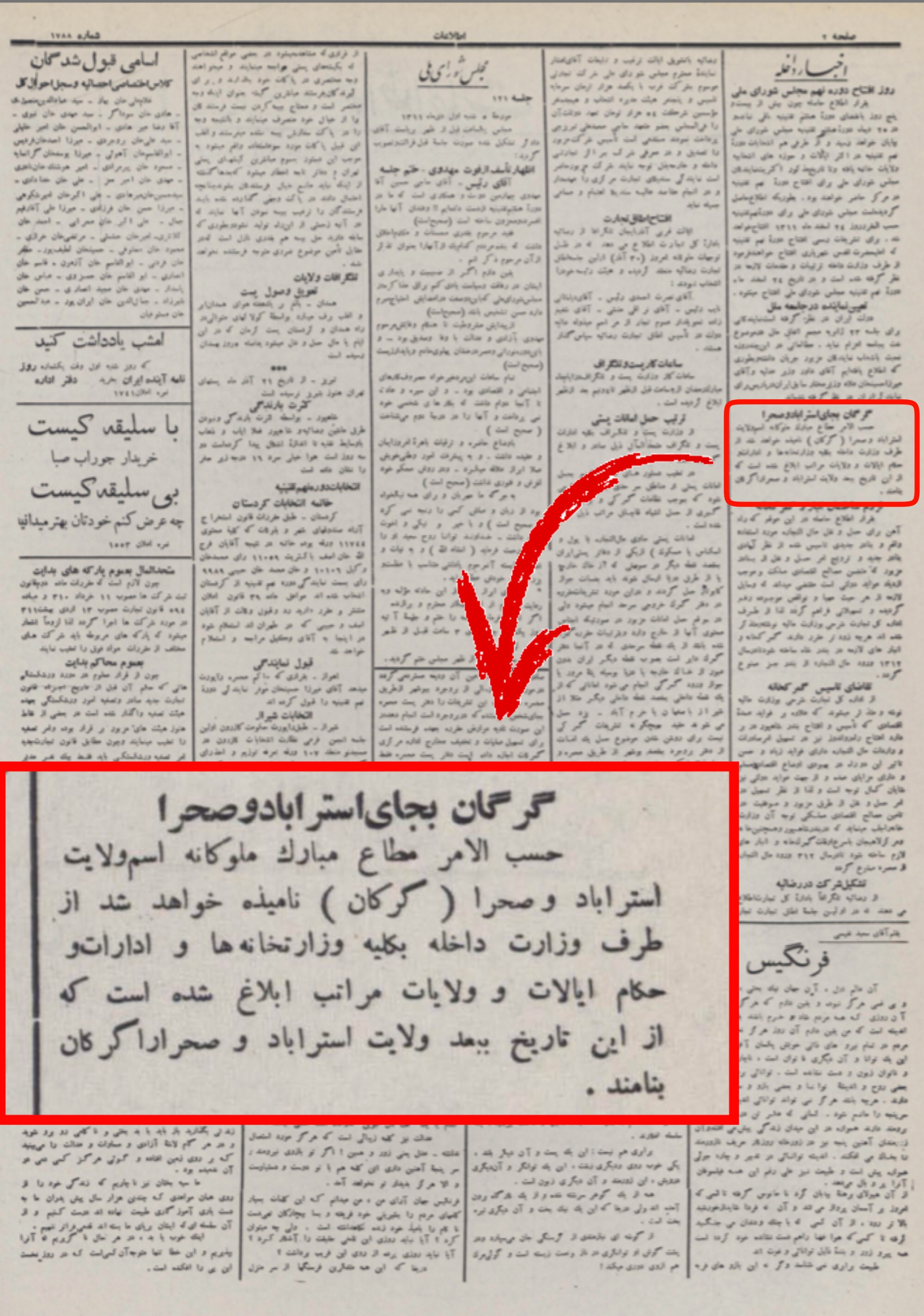
صفحهٔ دوم روزنامهٔ اطلاعات به تاریخ ۱ دی ۱۳۱۱ که در آن فرمان رضاشاه مبنی بر تغییر نام استرآباد به گرگان نوشته شده است.

شهر گرگان تا ۲۰ شهریور ۱۳۱۶ استرآباد نامیده می‌شد، نامی که پیش‌تر ناصرالدین‌شاه بر روی آن نهاده بود و در دوران صفویه احتمالاً به‌دلیل تعداد زیاد سادات در آنجا به دارالمؤمنین شهرت داشت. طبق سفرنامهٔ فرج‌الله بهرامی، رضاشاه در سال ۱۳۰۵ پس از بازدید از استرآباد این‌گونه می‌گوید: «چون گرگان نام تاریخی و اسم قدیم این ناحیه است، امر دادم به هیئت دولت ابلاغ نمایند که استرآباد را بعد از این، به‌نام قدیمی و تاریخی این ناحیه گرگان بنامند، زیرا مدت‌هاست که این اسم، از این دشت و ناحیه، منتزع و متروک مانده است.»
البته اولین بار در فرمانی به تاریخ ۱ دی ۱۳۱۱ نام منطقه استرآباد و صحرا به گرگان و دشت تغییر داده شد. از آن تاریخ به بعد کم‌کم نام استرآباد از میان رفت و عملاً از سال ۱۳۱۴ به بعد در نشریات و مطبوعات نام استرآباد دیده نشد. سرانجام در ۲۰ شهریور ۱۳۱۶ به تصویب فرهنگستان «استرآباد» به «گرگان» تغییر یافت.

### استرآباد
گرگان کنونی تا سال ۱۳۱۶ «اَستَرآباد» یا «اِستارباد» یا «اِستِرآباد» نام داشت. در کتاب استرآباد در سفرنامه‌های عصر قاجار نوشتهٔ احسان گوهری‌راد آمده که مرکز حکومت استرآباد شهر استرآباد با نام قدیمی استرک بوده و کم‌کم به استرآباد تغییر نام یافته است. به باور اغلب پژوهشگران، استرآباد مرکب از «استر» و «آباد» است که استر به معنای ستاره و آباد هم به معنای عمارت و آبادی است. برخی معتقدند خشایارشا این شهر را به خاطر همسرش اِستِر بنا نهاده و آن را استرآباد نامیده است.
محققان همچنین استر در استرآباد را به معنی قاطر نیز می‌دانند.

### گرگان
گرگان یا جرجان نام شهری قدیمی در قسمت شرقی استان گلستان و شهر گنبد کاووس کنونی است که به‌دلیل حملهٔ مغول ویران شد. هم‌اکنون ویرانه‌های آن در حوالی امام‌زاده یحیی بن زید قرار دارد. در واقع نام کنونی گرگان برگرفته از گرگان قدیم یا جرجان است که در سال ۱۳۱۶ جایگزین استرآباد شد. در کتاب استرآباد در سفرنامه‌های عصر قاجار آمده: «جرجان از آن جرجان نامیده شده است که جرجان بن لاوذ بن سام بن نوح آن را بنا نهاد». دانشنامهٔ ایرانیکا معنی نام گرگان را «سرزمین گرگ‌ها» و جرجان را عربی‌شدهٔ آن می‌داند. در سنگ‌نوشتهٔ بیستون نام شهر وَرْکانَه ذکر شده و شکل لاتینی‌شدهٔ آن هیرکانیا است. ورگ و وهرگ در طبری به معنی گرگ و ورکان یا وهرگان به‌معنی «سرزمین گرگ‌ها» هستند. هیرکانیه، وارکانا و بارکانا اشکال دیگر نام «گرگان» هستند.

## پیشینه
گرگان از مستحدثات گرگین میلاد است. گرگین از کی‌خسرو درخواست نموده به گرگان آمد و آن شهر را بنا کرد. مساحت این شهر چهار فرسخ بود و نشستگاه مرزبانان طبرستان بود.
استرآباد و گرگان دو شهر کاملاً مجزا بوده‌اند. شهر استرآباد بر جای گرگان امروزی و میان دو شهر جرجان و ساری قرار داشت. یاقوت حموی در کتاب معجم‌البلدان می‌نویسد: استرآباد شهر بزرگ مشهوریست از اعمال طبرستان در میانهٔ ساری و گرگان از اقلیم پنجم.
ابوالفدا متوفی در سال ۷۳۲ قمری دربارهٔ استرآباد می‌نویسد: استرآباد میان ساری و جرجان است، تاریخی دربارهٔ آن نوشته‌اند، ابونعیم عبدالملک استرآبادی از سرشناسان آنجاست.
از قول مهلبی در تقویم البلدان نیز آمده است: استرآباد بر حد طبرستان است و از آن تا آمل که مرکز طبرستان است ۳۹ فرسنگ است. همچنین به گفتهٔ مهلبی استرآباد بلده‌ایست از بلاد مازندران.
 ظهیرالدین مرعشی در کتاب تاریخ طبرستان و رویان و مازندران می‌نویسد: حد طبرستان از طرف شرقی دیناره‌جاری و از طرف غربی ملاط که آن قریه شهر هوسم که اکنون به فرضه روده‌سر اشتهارد دارد. حد مازندران از طرف شرقی بیشه انجدان می‌باشد و از طرف غربی ملاط می‌باشد. حد گرگان حالیا که به استرآباد مشهور است و اصلاً دهستان می‌گفتند شرقی دیناره‌جاری است که حد شرقی تمام طبرستان است و غربی انجدان که حد شرقی مازندران است. به گفتهٔ ظهیرالدین مرعشی مازندران بخشی از طبرستان است و سرزمین طبرستان، هر دو ولایت گرگان و مازندران را در بر می‌گرفت.

### پیش از اسلام

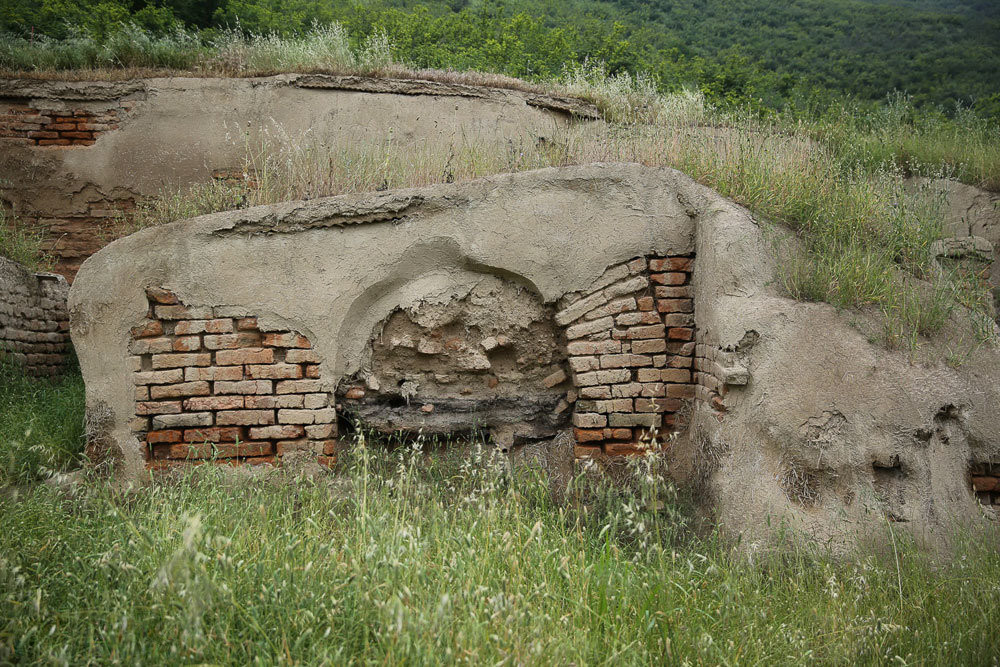
دیوار تاریخی گرگان

استرآباد، نام شهری تاریخی است که در منطقه‌ای که اینک شهر گرگان قرار دارد واقع بوده است. از این شهر امروزه تنها تپه‌ای تاریخی درون شهر گرگان، به نام قلعه خندان که احتمالاً ارگ استرآباد در حدود ۳۰۰۰ سال پیش بوده باقی‌مانده و باقی قسمت‌های شهر در اثر سیلاب‌های مکرر و توسعهٔ گرگان در طول تاریخ به کلی از میان رفته است. تاریخ استرآباد پیش از اسلام مبهم است و وجود این شهر در آن دوره قطعی نیست؛ گرچه ممکن است با نام باستانی زادراکارتا قابل شناسایی باشد. ابن حوقل استرآباد را در کنار گرگان قدیم –واقع در محل تلاقی خرمارود و گرگان‌رود– بندر آبسکون و دهستان از چهار شهر بزرگ ایالت گرگان می‌داند. آثار به‌دست آمده از تورنگ‌تپه (۱۹ کیلومتری شرق گرگان کنونی) و شاه‌تپه (۱۶ کیلومتری غرب گرگان کنونی) نشان از حضور و توقف انسان در حدود ۵۰۰۰ سال قبل و در دورهٔ نوسنگی دارد. در دورهٔ ساسانیان دیوار تدافعی بزرگی در این منطقه به نام دیوار بزرگ گرگان ساخته شد که توسط باستان‌شناسان انگلیسی به «مار سرخ» شهرت یافته است. این دیوار بزرگ در سدهٔ ۵ میلادی تکمیل شد و بیانگر صنعت پیشرفتهٔ تدافعی آن دوران است.

### پس از اسلام
به‌گفتهٔ طبری نخستین بار اعراب در زمان عمر بن خطاب در سال ۱۸ ه‍.ق در منطقهٔ گرگان حضور یافتند؛ چنان‌که سوید بن مقرن پس از فتح ری و قومس در طبس اردو زد، سپس برای حاکم گرگان –رزبان صول– نامه نوشت و به سمت گرگان حرکت کرد. رزبان صول صلح را پذیرفت و بین او و سوید پیمانی منعقد شد. در سال ۲۹ یا ۳۰ ه‍.ق سعید بن عاص که برای جلوگیری از نفوذ شورش خراسان به گرگان مأمور شده بود و از حاکم محلی ۲۰۰ هزار درهم گرفت و با او صلح کرد. ابن اثیر در این باره می‌گوید:
| « | سعید بن عاص به گرگان رسید، اهل گرگان با پرداخت دویست هزار [درهم] با او صلح نمودند. بعد از آن طمیسه را قصد کرد، تمام آن شهرها از بلاد طبرستان به‌شمار می‌آمد و همه به‌هم پیوسته و آباد بود؛ که طمیسه بندری در ساحل بود مردم آن بندر با سعید نبرد کردند [و شدت جنگ باعث شد] که نماز خوف را بخواند؛ زیرا حذیفه وضع (استحکام) آن شهر را برای او شرح داده بود. نماز را درحال جنگ خواند که مردم در نبرد بودند سعید هم در آن روز یک مرد جنگی را با شمشیر زد که ضربت بر گردن او بود و گردن را با مرفق دست از تن جدا کرد. اهل شهر را هم سخت محاصره کرد آن‌ها امان خواستند و به آن‌ها امان داد. به‌شرط این‌که یک تن از آن‌ها کشته نشود (که متبادر به آن بود که همگی در امانند) حصار را گشود و تمام آن‌ها را کشت غیر از یک تن. | » |

یورش دیگری نیز در زمان معاویه توسط سعید بن عاص انجام شد؛ اما تسلط واقعی بر منطقهٔ گرگان در زمان عمر دوم توسط یزید بن مهلب در سال ۹۸ ه‍.ق/۷۱۶–۱۷ م. به‌وقوع پیوست. وی با دریافت بیش از ۳۰۰ هزار درهم صلح کرد، اما هنگامی که برای تصرف طبرستان رفته بود، مردم گرگان شورش کرده و اعراب را کشتند. یزید با شنیدن این خبر در قبال ۷۰۰ هزار درهم با حاکم طبرستان صلح کرد و به گرگان بازگشت و عهد کرد اگر بر مردم گرگان پیروز شود، شمشیر از آن‌ها برندارد تا از خونشان گندم آسیاب کند، با آن نان بپزد و بخورد. وی در گرگان ۴۰ هزار نفر را کشت. طبق باوری عمومی بنا نهادن شهر استرآباد در کنار روستایی به نام استرک را به یزید نسبت می‌دهند.
با توجه به میل مردم سرزمین‌های کاسپینی به آیین زرتشت و سبک زندگی ایرانی و همچنین شورش‌های آن‌ها بر ضد سلطهٔ اعراب، اسلامی‌سازی در این شهر و منطقه آهسته بود. با این حال شیعه بعدها به‌شکل قدرتمندی در استرآباد ظاهر شد. از این‌که چگونه مسیحیت نسطوری در آنجا رو به زوال رفت، اطلاعی نیست. در گزارش‌های متون سال‌های ۴۳۰، ۴۹۹ و ۵۷۷ میلادی از گرگان به عنوان اسقف‌نشین یاد شده است. در اوایل دورهٔ اسلامی نام استرآباد به‌شکل پراکنده در کتب تاریخی ذکر شده است. آمده است که در ۲۷۵ ه‍.ق/۸۸۸–۸۹ م. رافع بن هرثمه که شورشی بود محمد بن زید علوی را دو سال در استرآباد در محاصره قرار داد تا این‌که مجبورش کرد کاملاً از طبرستان فرار کند. (۲۷۷ ه‍.ق/۸۹۰ م)؛ وی همچنین حاکم محلی به نام رستم بن قارن را تسلیم خود کرد. ولایت گرگان در آن زمان تحت مشاجرهٔ صفاریان و چند حکومت دیگر بود. در اوایل سدهٔ چهارم هجری قمری (مصادف با سدهٔ دهم میلادی) نیز سامانیان و رهبران کاسپینی و دیلمی بر سر آن مشاجره داشتند. در ۳۱۰ ه‍.ق/۹۲۲–۲۳ م. ماکان بن کاکی دیلمی –که توسط ابوالحسین بن حسن بن اطروش علوی منصوب شده بود– حکومت استرآباد را برعهده داشت؛ در آن زمان دو سردار سامانی به نام‌های سیمجور و محمد بن عبیدالله بلعمی به شهر حمله کرده و آن را موقتاً اشغال کردند. بعدها استرآباد تحت سلطهٔ آل بویه درآمد. چنان‌که در ۳۷۱ ه‍.ق/۹۸۱ م. نیروهای امیر عضدالدوله دیلمی بویی به گرگان حمله کردند و برادر وی –مؤیدالدوله– حاکم محلی زیاری –قابوس بن وشمگیر– را به خراسان راند. پس از مؤیدالدوله ولایت به دست امیر ری –فخرالدوله– افتاد. در آن زمان بود که ژنرال سامانی ابوالعباس حاجب تاش پس از شکست از حزب مخالفش در بخارا پایتخت سامانیان، در ۳۷۳ ه‍.ق/۹۸۳–۸۴ م. به فخرالدوله پناهنده شد. فخرالدوله گرگان، استرآباد و دهستان را به او به عنوان اقطاعی برای او و لشکریانش اهداء کرد. تاش در سال ۳۷۷ ه‍.ق/۹۸۷–۸۸ م. بر اثر طاعون درگذشت.

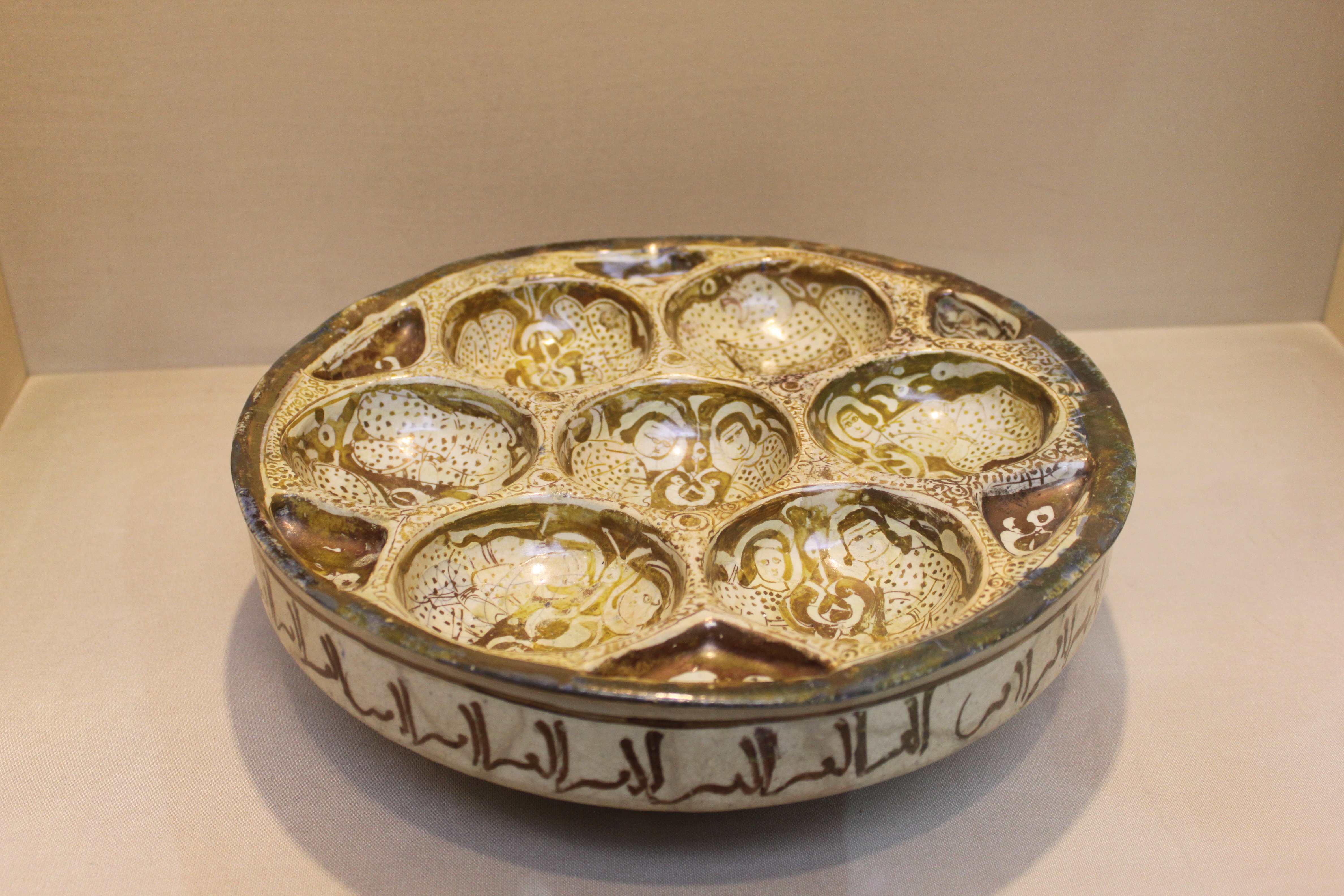
یک ظرف دوره امپراتوری سلجوقی در گرگان

جغرافی‌دانان سده ۴ ه‍.ق/۱۰ م. اطلاعات زیادی دربارهٔ استرآباد ثبت نکرده‌اند. اصطخری استرآباد را مرکزی مهم برای تجارت ابریشم خام می‌دانست؛ و به‌نقل از حدود العالم منسوجات ابریشمی از انواع مبرم و زعفوری نیز در آن تولید می‌شده است. در همین منبع آمده است که مردم استرآباد به دو زبان سخن می‌گفتند، یکی زبان لوترای استرآباد و دیگری زبان فارسی مرسوم ولایت گرگان؛ مینورسکی اشاره کرده است که تا سده ۹ ه‍.ق/۱۵ م. گویش استرآبادی توسط اعضای فرقهٔ حروفیه برای پروپاگاندای مذهبی کاربرد داشته است. مقدسی با ذکر مسجد جمعه که کمی پس از فتح اعراب ساخته شد، به شهر اشتیاق نشان می‌دهد؛ البته دژ استرآباد تا زمان وی (۳۷۰ ه‍.ق/۹۸۰ م) به‌دلیل جنگ‌های آل‌بویه و زیاریان مخروبه شده بود و خندق دفاعی شهر نیز پر شده بود. زمین‌لرزه شدیدی که تاریخ‌نگاران در ۳۴۵ ه‍.ق/۹۵۶–۵۷ م. ثبت کرده‌اند نیز می‌تواند یکی از دلایل احتمالی تخریب باشد.
از سلطهٔ سلجوقیان بر استرآباد زیاد شنیده نشده اما در سده ۶ ه‍.ق/۱۲ م. تحت سلطهٔ حاکم باوندی، شاه غازی رستم بوده است. در ۵۴۴ ه‍.ق/۱۱۵۹ م. درگیری شدیدی در شهر پیش آمد که در نتیجهٔ آن علویان محلی و پارتیزان‌های شیعهٔ آن‌ها، سنی‌های شافعی را شکست داده و قاضی آن‌ها را کتک زدند. شاه غازی رستم در این درگیری میانجی‌گری کرد و با آن که شیعه بود، به علویان سخت‌گیری کرد و قاضی آزاردیده را به مقامش بازگرداند. در اواخر زمان هجوم مغول‌ها، چین تیمور –نایب اوگتای خان– اسپهبد محلی به نام نصرت‌الدین اهل کبودجامه را به عنوان حاکم تمام ولایت منصوب کرد. در اواسط سده ۷ ه‍.ق/۱۳ م. از تاخت و تازهای اسماعیلیان از دژهای کوه‌های البرز به استرآباد و کبودجامه نیز سخن آمده است.
از این زمان به بعد استرآباد جای گرگان (جرجان) را به عنوان مهم‌ترین شهر ولایت گرفت و نفوذ عناصر مهم ترکمان در بخش شرقی ولایت نیز بیشتر شد. از این رو منطقه ناامنی بسیار زیادی متحمل شد که باعث تخریب لحظه به لحظهٔ آن شد؛ در سال ۹۱۶ ه‍.ق / ۱۵۱۰–۱۱ م. شاه اسماعیل صفوی لشکر خود را به خراسان حرکت داد و فرماندار ازبک را از استرآباد بیرون کرد. در اواخر سدهٔ ۱۱ ه‍.ق/۱۷ م. استرآباد مرکز اصلی تمرکز قبیلهٔ ترکمان قاجار شامل قویونلو (گوسفندبانان) و دِوِلو (شتربانان) بود. هنگامی که قبیله قاجار در دهه‌های مغشوش سده ۱۲ ه‍.ق/۱۸ م. در نتیجهٔ سقوط صفویه،  درحال یکپارچه‌سازی قدرتش بود، پایگاه آن در استرآباد قرار داشت. محمدحسن‌خان قاجار، پدر آقامحمدخان قاجار در سال ۱۱۶۳ ه‍.ق/۱۷۴۹ م. فرماندار استرآباد و جرجان بود و تقریباً خود را در آنجا مستقل کرده بود. نخستین پادشاه سلسلهٔ قاجار نیز در استرآباد به دنیا آمد. استرآباد در زمان قاجاریه  به‌دلیل سکونت تعداد زیادی سادات در آن، دارالمؤمنین خوانده می‌شد.

### دوران معاصر

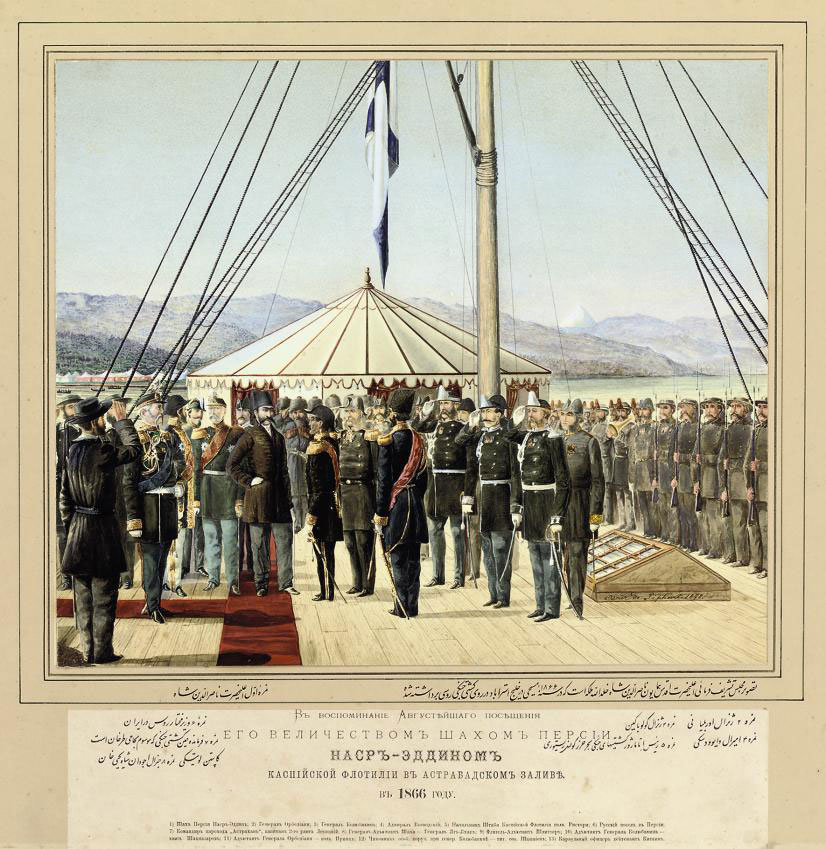
نقاشی اسکار دلیپارت از حضور ناصرالدین‌شاه قاجار در خلیج استرآباد گرگان

در سال‌های نخستین سدهٔ کنونی که رابینو به استرآباد سفر کرد، هنوز دیوارها و برج‌های خشتی حدود ۴ مایل به دور شهر کشیده شده بود و شهر دارای پنج دروازه بود اما آن‌ها نیازمند تعمیر بودند و برای غارتگران ترکمان مانعی ایجاد نمی‌کردند. اهمیت استرآباد به عنوان یکی از مراکز شیعه از تعداد قابل توجه مساجد و تکیه‌ها (۴۰)، حرم‌ها (۱۱) و مدارس علوم دینی (۸) آن مشخص بود. در زمان رضاشاه نام شهر از استرآباد به گرگان تغییر داده شد که نام قدیم ولایت و مرکز قدیم آن بود. استان گلستان در خرداد سال ۱۳۷۶ به مرکزیت شهر گرگان تأسیس شد.

### کاوش‌های تاریخی
نخستین کاوش‌ها در حدود سال ۱۸۴۱ میلادی در زیر تپهٔ مصنوعی در نزدیک شهر گرگان انجام و خزانهٔ معروف استراباد در آن کشف شد، کارشناسان برخی از اشیای موجود در این خزانه را که شباهت بسیار با کشفیات تپه‌حصار دامغان داشته متعلق به هزارهٔ سوم پیش از میلاد (نزدیک به ۵ هزار سال پیش) دانسته‌اند. در اواخر سدهٔ ۱۹ در محلی به نام خرگوش‌تپه در نزدیکی گرگان امروز در قسمت شمال شهر نیز تحقیقاتی انجام شد و در سال ۱۹۳۱ میلادی یک گروه آمریکایی از دانشگاه پنسیلوانیا به روستای تورنگ‌تپه در ۲۰ کیلومتری شرق گرگان رفته و به کاوش و بررسی پرداختند و آثاری ارزشمند از تمدن قدیم در این منطقه یافتند. دو سال بعد هم در سال ۱۹۳۳ میلادی یک گروه باستان‌شناسی سوئدی به منطقهٔ گرگان آمدند و پس از مطالعهٔ حوزهٔ رودخانهٔ قره‌سو یا سیاه‌آب در شمال گرگان اعلام کردند. بیش از ۳۰۰ تپهٔ تاریخی در این منطقه وجود دارد که یکی از آن‌ها شاه‌تپهٔ بزرگ یا اسلام‌تپه است که در ۱۵ کیلومتری شمال غربی گرگان قرار دارد.

## جغرافیا

### موقعیت

اقلیم گرگان از نوع معتدل خزری بسیار مرطوب

شهر گرگان در موقعیت جغرافیایی ۳۶ درجه و ۵۰ دقیقهٔ عرض شمالی و ۵۴ درجه و ۲۵ دقیقهٔ طول شرقی، در شمال رشته‌کوه‌های البرز و جنوب شرقی دریای مازندران قرار دارد. ارتفاع این شهر از سطح دریا ۱۷۶ متر است. گرگان از غرب با شهر کردکوی، از شرق با شهرستان علی‌آباد کتول از شمال با شهرستان آق قلا و از جنوب با شهرهای شاهرود و دامغان همسایه است.

### اقلیم
شهر گرگان اقلیم معتدل دارد، هر چند در تابستان نسبتاً گرم و شرجی است. میانگین بیشینهٔ دمای سالانه در گرگان ۲۲٫۹ درجهٔ سلسیوس و کمینهٔ آن ۱۲٫۷ درجهٔ سلسیوس است. سردترین ماه سال ژانویه و گرم‌ترین آن ژوئیه است. میانگین بارش سالانه در شهر گرگان ۵۸۳٫۸ میلی‌متر است. میانگین بیشینه رطوبت نسبی ۸۵٪ و کمینهٔ رطوبت نسبی ۵۳٪ است. باد در گرگان غالباً از غرب و جنوب غرب می‌وزد و میانگین سرعت آن ۲٫۴ نات است. شهر گرگان سالانه به‌طور میانگین ۱۴٫۴ روز یخبندان دارد.
| داده‌های اقلیم گرگان                | داده‌های اقلیم گرگان | داده‌های اقلیم گرگان | داده‌های اقلیم گرگان | داده‌های اقلیم گرگان | داده‌های اقلیم گرگان | داده‌های اقلیم گرگان | داده‌های اقلیم گرگان | داده‌های اقلیم گرگان | داده‌های اقلیم گرگان | داده‌های اقلیم گرگان | داده‌های اقلیم گرگان | داده‌های اقلیم گرگان | داده‌های اقلیم گرگان |
| ماه                                | ژانویه              | فوریه               | مارس                | آوریل               | مه                  | ژوئن                | ژوئیه               | اوت                 | سپتامبر             | اکتبر               | نوامبر              | دسامبر              | سال                 |
| ---------------------------------- | ------------------- | ------------------- | ------------------- | ------------------- | ------------------- | ------------------- | ------------------- | ------------------- | ------------------- | ------------------- | ------------------- | ------------------- | ------------------- |
| سابقهٔ بیش‌ترین °C (°F)              | ۲۹ (۸۴)             | ۳۲٫۴ (۹۰)           | ۳۵ (۹۵)             | ۳۹ (۱۰۲)            | ۴۳ (۱۰۹)            | ۴۵ (۱۱۳)            | ۴۴ (۱۱۱)            | ۴۴ (۱۱۱)            | ۴۱٫۶ (۱۰۷)          | ۳۹ (۱۰۲)            | ۳۶ (۹۷)             | ۲۹٫۲ (۸۵)           | ۴۵ (۱۱۳)            |
| میانگین بیش‌ترین °C (°F)            | ۱۲٫۴ (۵۴)           | ۱۳٫۲ (۵۶)           | ۱۵٫۵ (۶۰)           | ۲۱٫۲ (۷۰)           | ۲۷٫۰ (۸۱)           | ۳۱٫۱ (۸۸)           | ۳۲٫۸ (۹۱)           | ۳۲٫۸ (۹۱)           | ۳۰٫۰ (۸۶)           | ۲۴٫۹ (۷۷)           | ۱۸٫۹ (۶۶)           | ۱۴٫۴ (۵۸)           | ۲۲٫۸۵ (۷۳٫۲)        |
| میانگین روزانه °C (°F)             | ۷٫۸ (۴۶)            | ۸٫۶ (۴۷)            | ۱۰٫۹ (۵۲)           | ۱۵٫۹ (۶۱)           | ۲۱٫۲ (۷۰)           | ۲۵٫۵ (۷۸)           | ۲۷٫۸ (۸۲)           | ۲۷٫۹ (۸۲)           | ۲۴٫۸ (۷۷)           | ۱۹٫۵ (۶۷)           | ۱۳٫۹ (۵۷)           | ۹٫۸ (۵۰)            | ۱۷٫۸ (۶۴٫۱)         |
| میانگین کم‌ترین °C (°F)             | ۳٫۲ (۳۸)            | ۳٫۸ (۳۹)            | ۶٫۲ (۴۳)            | ۱۰٫۶ (۵۱)           | ۱۵٫۵ (۶۰)           | ۱۹٫۹ (۶۸)           | ۲۲٫۹ (۷۳)           | ۲۲٫۹ (۷۳)           | ۱۹٫۶ (۶۷)           | ۱۴٫۰ (۵۷)           | ۸٫۸ (۴۸)            | ۵٫۱ (۴۱)            | ۱۲٫۷۱ (۵۴٫۸)        |
| سابقهٔ کم‌ترین °C (°F)               | −۱۱٫۸ (۱۱)          | −۶ (۲۱)             | −۳٫۲ (۲۶)           | −۱٫۴ (۲۹)           | ۲٫۸ (۳۷)            | ۱۰ (۵۰)             | ۱۵ (۵۹)             | ۱۳ (۵۵)             | ۹ (۴۸)              | ۳ (۳۷)              | −۲ (۲۸)             | −۷ (۱۹)             | −۱۱٫۸ (۱۱)          |
| بارندگی میلی‌متر (اینچ)             | ۵۴٫۰ (۲٫۱۳)         | ۵۵٫۵ (۲٫۱۹)         | ۷۶٫۷ (۳٫۰۲)         | ۵۱٫۴ (۲٫۰۲)         | ۴۲٫۱ (۱٫۶۶)         | ۳۱٫۴ (۱٫۲۴)         | ۲۰٫۷ (۰٫۸۱)         | ۲۶٫۲ (۱٫۰۳)         | ۳۹٫۵ (۱٫۵۶)         | ۶۲٫۸ (۲٫۴۷)         | ۶۷٫۱ (۲٫۶۴)         | ۵۶٫۴ (۲٫۲۲)         | ۵۸۳٫۸ (۲۲٫۹۹)       |
| میانگین روزهای بارندگی             | ۹٫۶                 | ۱۰٫۴                | ۱۳٫۶                | ۱۱٫۲                | ۸٫۸                 | ۶٫۷                 | ۵٫۸                 | ۶٫۳                 | ۷٫۲                 | ۷٫۴                 | ۸٫۳                 | ۸٫۸                 | ۱۰۴٫۱               |
| میانگین روزهای برفی                | ۱٫۵                 | ۱٫۸                 | ۰٫۶                 | ۰٫۰                 | ۰٫۰                 | ۰٫۰                 | ۰٫۰                 | ۰٫۰                 | ۰٫۰                 | ۰٫۰                 | ۰٫۱                 | ۰٫۵                 | ۴٫۵                 |
| درصد رطوبت                         | ۷۴                  | ۷۴                  | ۷۵                  | ۷۳                  | ۶۸                  | ۶۴                  | ۶۵                  | ۶۸                  | ۶۹                  | ۷۰                  | ۷۳                  | ۷۵                  | ۷۰٫۷                |
| میانگین روزانه ساعت‌های تابش آفتاب  | ۱۳۸٫۷               | ۱۲۹٫۳               | ۱۳۵٫۳               | ۱۶۱٫۷               | ۲۰۶٫۴               | ۲۲۵٫۶               | ۲۲۴٫۱               | ۲۲۷٫۹               | ۲۰۲٫۵               | ۱۹۸٫۲               | ۱۵۶٫۲               | ۱۳۵٫۱               | ۲٬۱۴۱               |
| منبع: Synoptic Stations Statistics |                     |                     |                     |                     |                     |                     |                     |                     |                     |                     |                     |                     |                     |

### زمین‌لرزه
گسلهای گرگان که اغلب در دامنه‌های جنوبی آن قرار دارند، ادامهٔ گسل دریای مازندران و بهشهر هستند. آخرین زلزلهٔ بزرگ گرگان در عصر صفویان بوده و ۵۲۰ سال است که زلزلهٔ بزرگی در گرگان رخ نداده است. اگر گسل گرگان تکان بخورد احتمال زلزلهٔ ۵ تا ۷ ریشتری وجود دارد که خسارات بسیاری در پی خواهد داشت.

## مردم

### قومیت

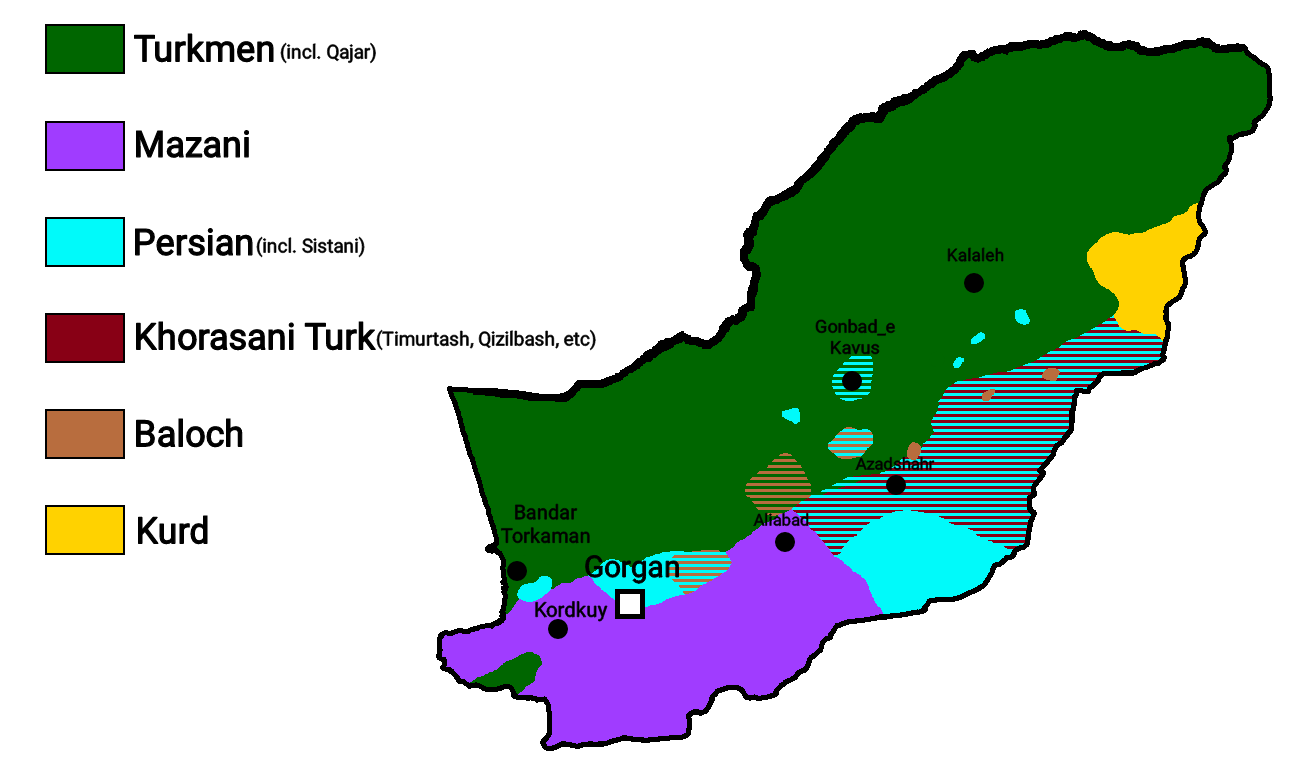
پراکندگی اقوام در استان گلستان

رزم آرا در فرهنگ جغرافیایی ایران می‌نویسد که مردم شهر گرگان شیعه و فارسی زبان هستند.دانشنامه ایرانیکا گویش گرگانی را گویشی از زبان مازندرانی یا گویشی بسیار نزدیک به آن می‌داند.
این گویش هم‌اکنون منقرض شده‌است. گرگانی قرابت بسیاری با زبان مازندرانی و گویش‌های سمنانی داشته‌است.لغت‌نامه دهخدا نیز گویش قدیم گرگانی را جزوی از زبان مازندرانی و گویش‌های سمنانی دانسته و تصریح کرده‌است که هنوز هم در گرگان و روستاهای اطراف گرگان گویشوران زبان مازندرانی زندگی می‌کنند.
امروزه در شهر گرگان اقوام متعددی زندگی می‌کنند. سادات استرآبادی، طبری‌ها (مازنی‌ها و کتول‌ها)، بلوچ‌ها، سیستانی‌ها، کُردها، ترک تباران (آذربایجانی‌ها، قزلباش‌ها، ترکمن‌ها و قزاق‌ها) و مهاجرانی از دیگر استان‌های کشور همچون سمنان و خراسان از ساکنان استان گلستان هستند اما با این حال اکثریت این شهر طبری ها هستند . در فاصلهٔ سال‌های ۱۳۰۹ تا ۱۳۱۱ شماری از قزاق‌ها از شوروی به ایران مهاجرت کرده و در گنبد کاووس، بندر ترکمن و گرگان ساکن شدند و محل سکونتشان در هر سه شهر قزاق‌محله نام گرفت. برخی از قزاق‌ها در سال ۱۳۷۰ هنگام تشکیل کشور قزاقستان به آنجا برگشتند. بعضی ترکمن‌ها نیز در دهه‌های اخیر از شهرهای اطراف به گرگان مهاجرت کرده‌اند. در سال ۱۳۸۳ جمعیت ترکمن‌ها در گرگان ۲۵۱۹ نفر بود. مردم گرگان از نظر آداب و رسوم و سنن و به‌ویژه زبان در پیوند با استان همجوار مازندران هستند.

### زبان
مردم بومی شهرستان گرگان به چهار گویش طبری گرگانی، فارسی گرگانی، گویش زیارتی و گویش کتولی صحبت می‌کنند که سه گویش طبری گرگانی، گویش کتولی و گویش زیارتی زیرمجموعهٔ زبان مازندرانی است و گویش فارسی گرگانی زیرمجموعهٔ گویش‌های فارسی-مازندرانی است که تحت تأثیر زبان مازندرانی قرار دارد.
1. طبری گرگانی: این گویش در نواحی غربی گرگان صحبت می‌شود.[۴۸]
2. فارسی گرگانی: این گویش در نواحی شرقی گرگان صحبت می‌شود.[۴۹]
3. گویش زیارتی: این گویش در نواحی جنوبی گرگان صحبت می‌شود.[۵۰]
4. گویش کتولی: این گویش در نیمهٔ شرقی گرگان به مرکزیت نوده ملک صحبت می‌شود.[۵۱]

دانشنامهٔ ایرانیکا به گویش مازندرانی گرگانی اشاره می‌کند. زبان گرگانی که زبانی منقرض شده است با زبان طبری خویشاوندی نزدیک داشته است. محمد بن احمد شمس‌الدین المقدسی جغرافی‌دان سده چهارم هجری در کتاب احسن التقاسیم فی معرفة الاقالیم آورده است: لِسانٌ قومِس و جُرجان مُتَقارِبانِ یَستَمِعونَ اِلها یَقولونَ هاده و هاکِن و لهٌ حَلاوَةٌ و لِسانُ اَهلِ طبرستانَ مُقارِبٌ لَها الّی فی عَجَلِهِ یعنی زبان قومس و گرگان به‌هم نزدیک است و می‌گویند هاده و هاکِن [«بِده» و «بِکُن»] و آن را حلاوتیست و زبان مردم طبرستان بدانها نزدیک است تفاوت ندارد مگر در شتاب.  لغت‌نامهٔ دهخدا نیز گویش قدیم گرگانی را نزدیک به زبان مازندرانی و گویش‌های سمنانی دانسته و تصریح کرده است که هنوز هم در روستاهای اطراف گرگان گویشوران زبان مازندرانی زندگی می‌کنند. هرچند که زبان مازندرانی خود از دیدگاه تاریخی به همراه چند زبان دیگر، گویشی وابسته به زبان پارتی (زبان پهلوی اشکانی) است. نمونه‌هایی از گویش قدیم گرگانی در نوشتارهای فرقهٔ حروفیه به‌جا مانده است. در سدهٔ دهم میلادی که منطقهٔ گرگان از مراکز بازرگانی و فرهنگی منطقه شد نفوذ زبان فارسی به‌ویژه از سوی خراسان در گرگان افزایش یافت و در همین سده در شهر جرجان (نزدیک گنبد کاووس امروزی) زبان پارسی جای گویش گرگانی را گرفت. استرآباد (گرگان کنونی) زبان گرگانی را حفظ کرد تا این‌که در دورهٔ بین سده‌های ۱۵ تا پیش از آغاز سدهٔ ۱۹ میلادی این زبان در این منطقه به‌طور کل منقرض شد و جای خود را در استرآباد (گرگان کنونی) و پیرامون نیز به فارسی و در بخشی از گنبد کاووس و ترکمن‌صحرا به ترکمنی داد. گویش استرآبادی (گرگانی) در ۶ دی ۱۳۹۵ در فهرست آثار فرهنگی ناملموس کشور ثبت شد.

### مذهب
اکثریت شهر گرگان را شیعیان (۸۰٪) تشکیل می‌دهند. ترکمن‌ها، قزاق‌ها، بلوچ‌ها و کُردها (که اکثرا مهاجر هستند)، ۲۰ درصد از جمعیت گرگان را تشکیل میدهند و غالباً پیرو مذهب سنی حنفی و اقلیت سنی شافعی هستند. جمعیت تقریبی اهل سنت گرگان که اکثرا ترکمن، قزاق، بلوچ و کُرد هستند چیزی بین ۱۵ تا ۲۵ درصد است. از اقلیت‌های مذهبی موجود در گرگان می‌توان به بهائیان اشاره کرد.

### جمعیت
طبق سرشماری ۱۳۹۵ شهر گرگان با جمعیت ۳۵۰٬۶۷۶ نفر ۲۴امین شهر پرجمعیت ایران است. رشد جمعیت گرگان در بین سال‌های ۷۵ تا ۸۵، ۲٫۲ و در بین سال‌های ۸۵ تا ۹۰، ۲٫۸ درصد بوده است؛ از این منظر گرگان در بین شهرهای «با نرخ رشد جمعیت زیاد» در ایران طبقه‌بندی می‌شود. مهاجرت‌های درون‌استانی و برون‌استانی از دلایل افزایش جمعیت گرگان هستند. تراکم جمعیت در شهرستان گرگان ۲۹۷ نفر در هر کیلومتر مربع است.
| مردان  | سن    | زنان   |
| ------ | ----- | ------ |
| ۸٬۸۷۶  | +۶۵   | ۹٬۱۰۷  |
| ۵٬۵۹۷  | ۶۰–۶۴ | ۵٬۶۷۷  |
| ۸٬۰۸۷  | ۵۵–۵۹ | ۷٬۷۷۲  |
| ۱۰٬۰۵۳ | ۵۰–۵۴ | ۹٬۶۵۷  |
| ۱۲٬۰۸۱ | ۴۵–۴۹ | ۱۱٬۳۶۹ |
| ۱۳٬۴۶۵ | ۴۰–۴۴ | ۱۳٬۲۴۷ |
| ۱۶٬۵۲۴ | ۳۵–۳۹ | ۱۶٬۸۶۲ |
| ۱۹٬۸۴۲ | ۳۰–۳۴ | ۲۱٬۰۵۷ |
| ۱۷٬۰۹۲ | ۲۵–۲۹ | ۱۸٬۴۲۲ |
| ۱۲٬۷۴۰ | ۲۰–۲۴ | ۱۴٬۱۴۹ |
| ۱۱٬۶۱۹ | ۱۵–۱۹ | ۱۱٬۷۰۱ |
| ۱۲٬۱۶۸ | ۱۰–۱۴ | ۱۱٬۶۱۵ |
| ۱۳٬۰۶۶ | ۵–۹   | ۱۲٬۴۹۰ |
| ۱۳٬۵۸۷ | ۰–۴   | ۱۲٬۷۵۴ |

## گردشگری

#### ناهارخوران

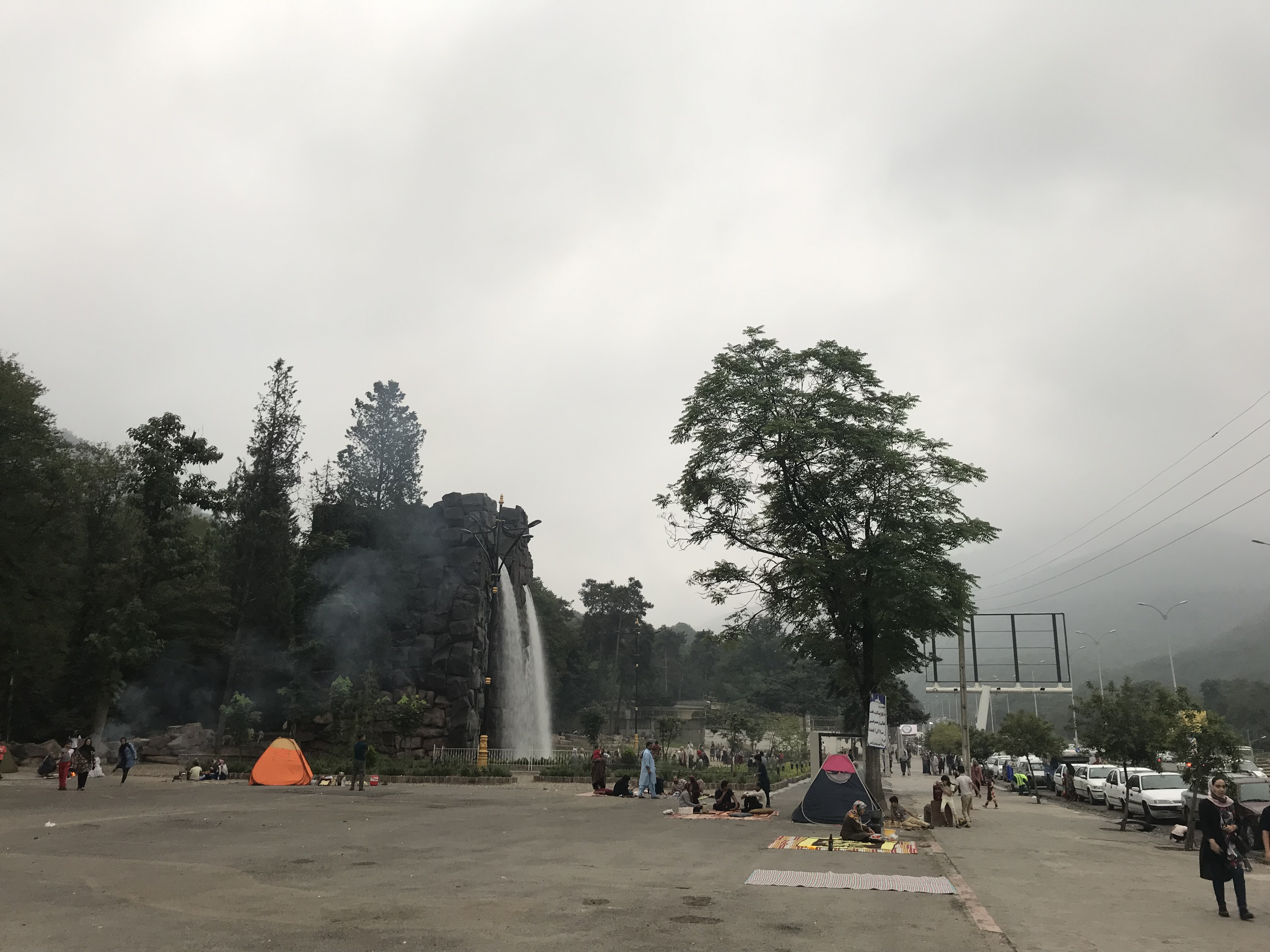
آبشار مصنوعی جنگل ناهارخوران

جنگل ناهارخوران با مساحت ۳۰۰ هکتار در جنوب و فاصلهٔ ۱۰ کیلومتری از مرکز شهر گرگان قرار دارد. سرسبزی، هوای مطبوع و وجود امکانات رفاهی این منطقه باعث شده گردشگران بسیاری به آن جذب شوند. این جنگل ۴۰ میلیون سال قدمت دارد و جزو جنگل‌های هیرکانی است. ناهارخوران اقلیمی معتدل و نیمه‌مرطوب دارد. طبق دانشنامهٔ گلستان منطقهٔ جنگلی ناهارخوران با شیبی تند شروع می‌شود و پس از گذر کوتاهی از مسیر، یکنواخت می‌شود و تا پایان، ادامه می‌یابد. جنگل‌های ناهارخوران بازمانده‌ای از جنگل‌های کهن هیرکانی است و هنوز هم می‌توان با وجود جنگل‌زدایی‌ها اراضی متراکمی را آنجا شاهد بود.  ازجمله گونه‌های گیاهی این جنگل، درختان بلوط، انجیلی، ممرز، افرا، نمدار، گیلاس خودرو، آزاد، خرمندی و درختچه‌های تمشک، کوله‌خاس گرگانی، ازگیل و ولیک هستند که همگی بومی منطقه‌اند. اما درختان و گیاهانی هم هستند که اگرچه بومی نیستند، اما زیبایی خاصی به جنگل ناهارخوران بخشیده‌اند و کاج، سرو، ماگنولیا، شمشاد، برگ نو، بید مجنون، پاپیتال و مینا از آن جمله‌اند. با وجود نفوذ انسان‌ها تا عمق جنگل و از میان رفتن بافت طبیعی و زیستگاه‌های آن، هنوز هم گونه‌های جانوری در این منطقه زیست می‌کنند. گراز، شغال، خفاش، موش، راسو، سنجاب، عقاب، شاهین، قمری، دارکوب، جغد، دم‌جنبانک، صعوه، سهره، چرخ‌ریسک، گنجشک، کلاغ، سار و مارمولک  ازجمله این جانوران هستند.

#### النگدره

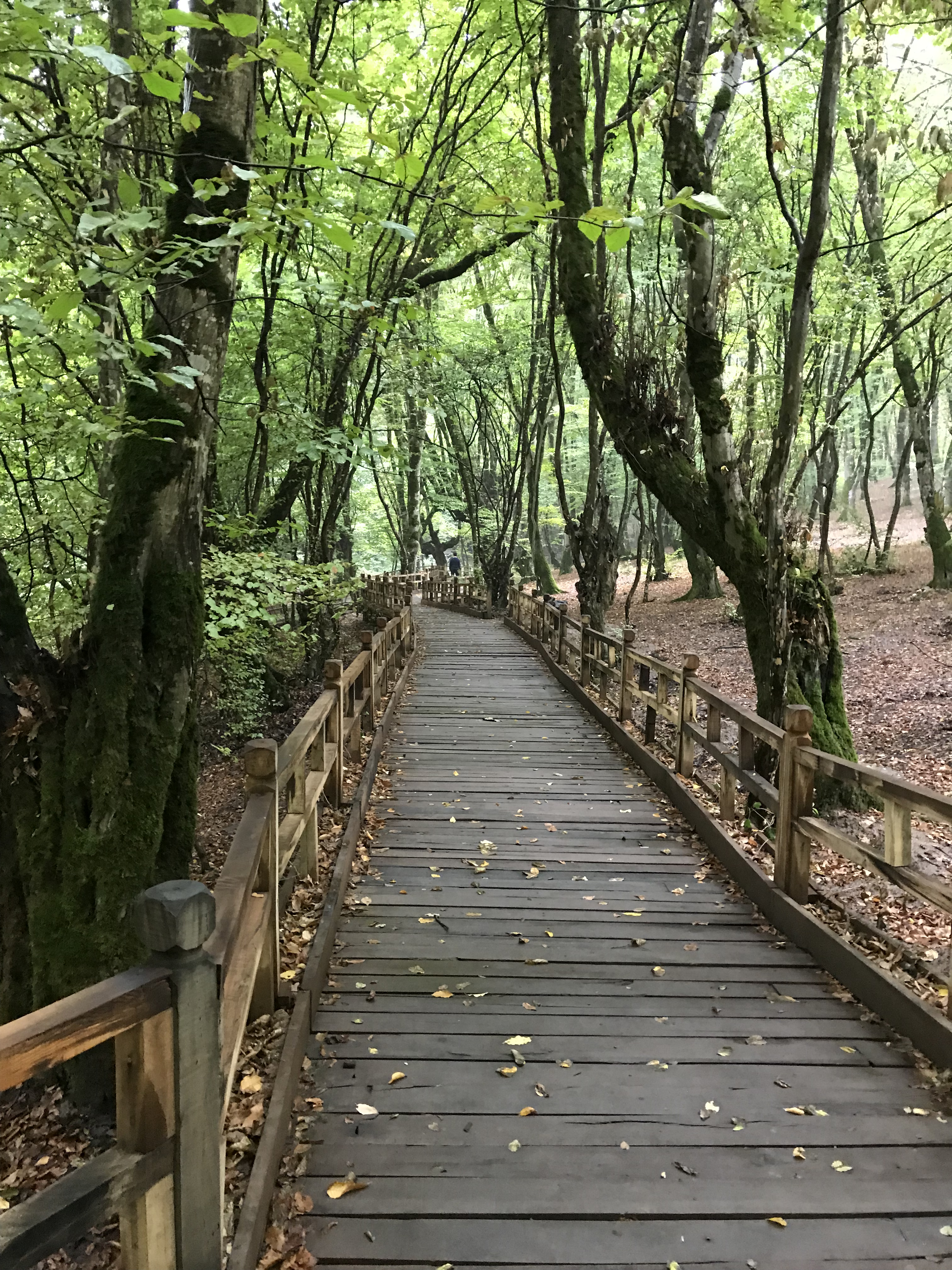
النگدره

پارک جنگلی النگدره با مساحت ۱۸۵ هکتار در مسیر جادهٔ ناهارخوران در ۵ کیلومتری جنوب غربی شهر واقع شده است. وجود امکانات رفاهی، تنوع پوشش گیاهی و هوای خنک‌تر این پارک نسبت به شهر سبب شده که پارک جنگلی شاخص شمال و یکی از ۷ منطقهٔ نمونهٔ گردشگری کشور محسوب شود.

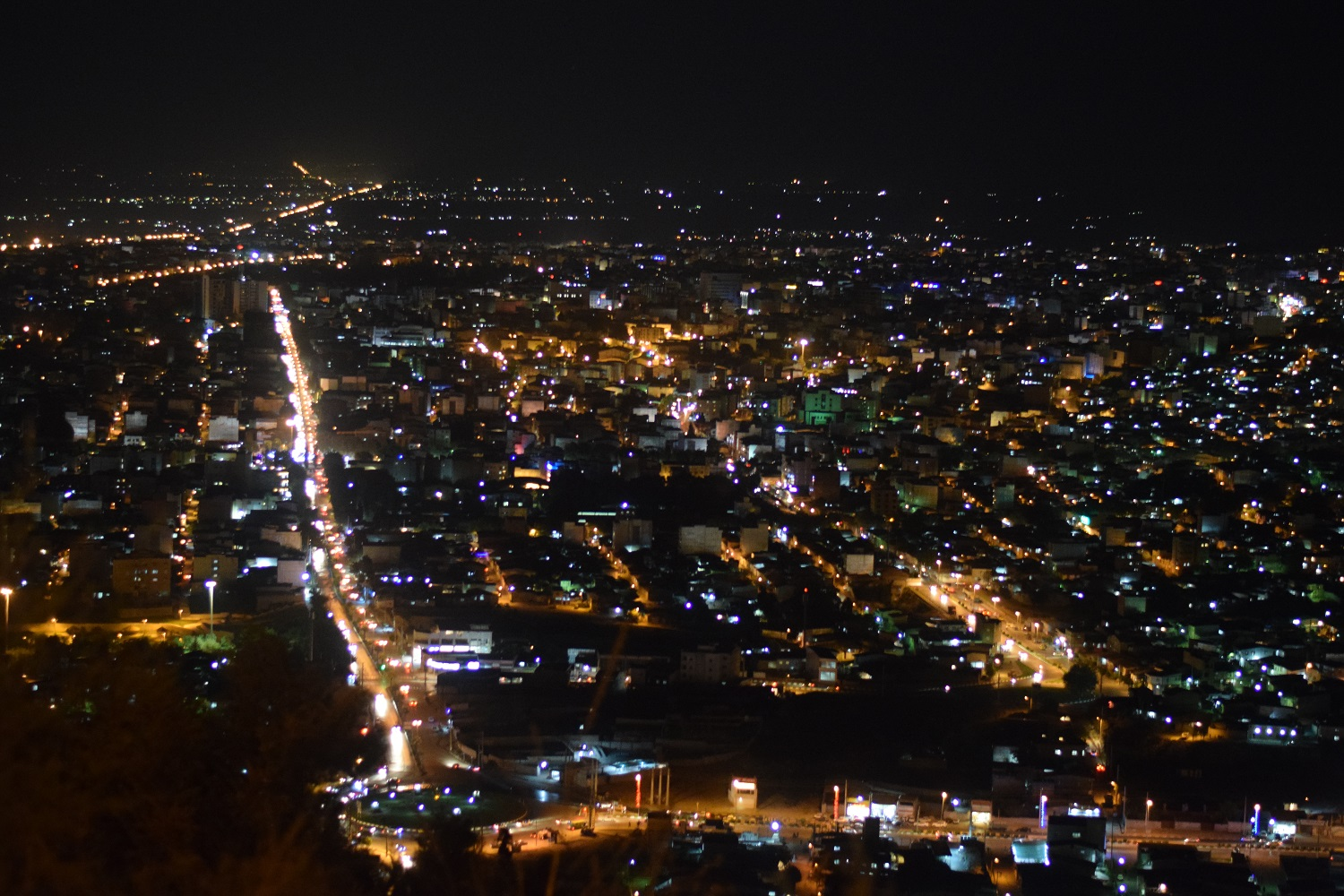
نمایی از گرگان در شب از فراز هزارپیچ

#### تپه هزارپیچ
تپه هزارپیچ یا هزارچم یکی از قدیمی‌ترین مکان‌های تفریحی گرگان با مساحت ۲۵۰ تا ۳۰۰ هکتار است. این تپه قبلاً جنگل بوده و در آن سرو بومی می‌روییده است؛ اما درختان آن  درحال حاضر قطع شده و درختان جدیدی در آن کاشته شده‌اند. تپه هزارپیچ دارای سایت ورزشی است که از آن برای ورزش‌های سبک مانند چتربازی و پاراگلایدر استفاده می‌شود. این تپه بر منظرهٔ شهر گرگان اشراف دارد و آن را بام گرگان نیز می‌نامند. سوگله یا سروگله نام‌های قدیمی آن بوده‌اند.

#### تپه قلعه خندان
تپه قلعه خندان یکی از آثار به‌جا مانده از زمان ساسانیان است. این تپه در محدودهٔ شهری و شمال غربی گرگان واقع شده و در سال ۱۳۶۴ ثبت ملی شده است. نقل است که یک بار یا چهار بار شتر گنج در قلعه‌خندان وجود دارد و این قلعه به دیوار بزرگ گرگان راه دارد. در پی کاوش‌ها در این تپه ساختار آجری و تکه سفالی با قدمت ۵۰۰ سال کشف شده است. قرار بود نخستین سایت موزهٔ تخصصی زمین‌شناسی کشور در تپه قلعه خندان راه‌اندازی شود که به سرانجام نرسید.

### بناها

#### بافت قدیم گرگان
بافت قدیم گرگان در سال ۱۳۱۰ به عنوان نخستین بافت تاریخی ایران و وسیع‌ترین بافت تاریخی در شمال کشور ثبت ملی شده است. این بافت ۱۶۲ هکتار مساحت دارد. این بافت شامل سه محلهٔ اصلی به نام‌های نعلبندان، سبزه‌مشهد و سبزه‌میدان است که هر محله دارای گذرهای فرعی‌تر  ازجمله محلات میخچه‌گران، سرچشمه، دوشنبه‌ای، شیرپشت، درب‌نو، شاهزاده قاسم و میرکریم و… است. این بافت دارای دو بخش اداری و مسکونی بوده که منازل موجود در بخش مسکونی عمدتاً متعلق به اواخر دورهٔ قاجار و اوایل دوران پهلوی است. از خانه‌های تاریخی ارزشمند و موجود در این بافت می‌توان خانه باقری، خانه مفیدیان، خانه میرشهیدی، خانه خراسانی، خانه شفیعی، خانه شیرنگی و خانه امیرلطیفی را نام برد.
مدرسهٔ عمادیه که متعلق به دورهٔ صفوی است، در محلهٔ درب‌نو در همین بافت قرار دارد. خانهٔ شفیعی و خانهٔ رضاقلی‌نژاد که اکنون به عنوان بوتیک هتل و رستوران و در غالب «مجموعهٔ تاریخی فرهنگی سرای خان» به شکل زیبایی بازسازی شده‌اند، از مقاصد اصلی گردشگران در قلب بافت قدیم گرگان هستند. بافت تاریخی شهر گرگان بخشی از بافت‌های تاریخی منطقه محسوب می‌شود که بیش از ۱۶۲ هکتار وسعت دارد. بافت قدیم شهر  به‌دلیل وسعت زیاد و سبک معماری جذاب و منطبق بر ساخت و ساز دوران قاجاری که نمونه‌های کمی از آن به صورت متمرکز در کشور باقی مانده جذابیت زیادی برای گردشگران داشته است. بام‌های سفالی و قرمز رنگ، دیوارها و جرزها آجری و رج به رج کنار هم چیده شده شمایلی از شهر استرآباد، عناصر آن و فضاهای شهری همچون مساجد و معابر است.

#### بازار نعلبندان
بازار نعلبندان که در بافت تاریخی گرگان قرار دارد، یکی از شلوغ‌ترین بازارهای شهر است و زمانی بزرگ‌ترین بازار شمال کشور محسوب می‌شد. این بازار به‌روایتی همزمان با دورهٔ سلجوقی قدمت دارد. بخشی از آن در سال ۱۳۱۰ هنگام خیابان‌کشی خیابان امام تخریب شده است. این بازار از نظر سبک معماری یکی از بازارهای زیبای شمال ایران است که بر اساس مدارک موجود، قدمت آن به سال ۳۷۵ هجری قمری می‌رسد. این بازار که در آن انواع میوه و تره‌بار تازه عرضه می‌شود، در کنار بافت تاریخی گرگان و در کنار خانه‌های قدیمی شهر قرار دارد.

#### مسجد جامع گرگان

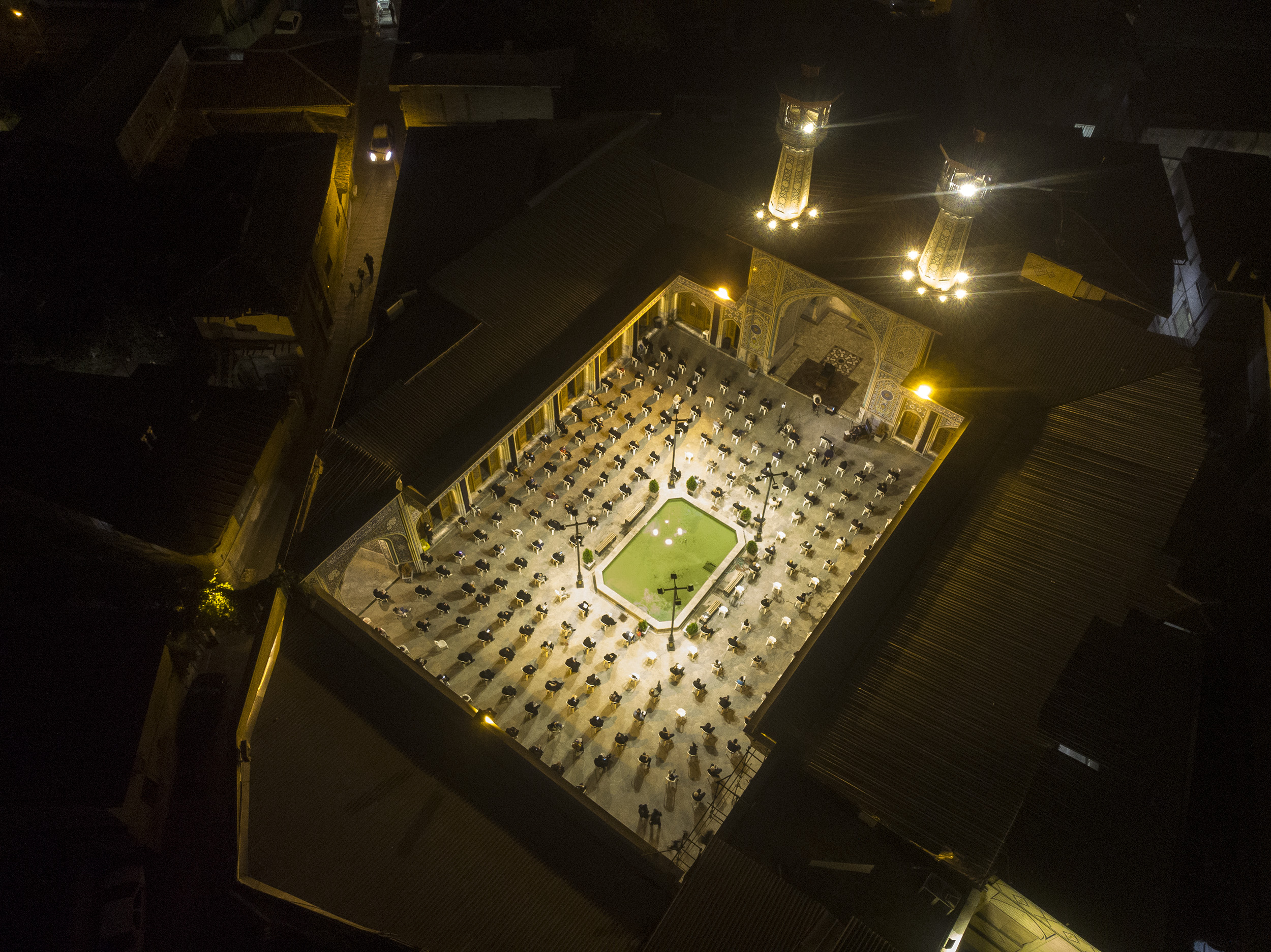
حیاط مسجد جامع گرگان

مسجد جامع گرگان که بنای اولیهٔ آن متعلق به دروهٔ سلجوقی است، در کنار بازار اصلی شهر (بازار نعلبندان) قرار دارد. این مسجد چندین بار در دوره‌های مختلف تعمیر و بازسازی شده و بیشترین بازسازی‌های آن در دورهٔ تیموریان و صفویان و حال انجام شده است. درِ قدیمی منبت‌کاری شده، فرمان‌ها و سنگ‌نوشته‌های پادشاهان صفوی و افشار از آثار تاریخی موجود در مسجد جامع گرگان هستند.

### موزه‌ها

#### موزهٔ باستان‌شناسی گرگان

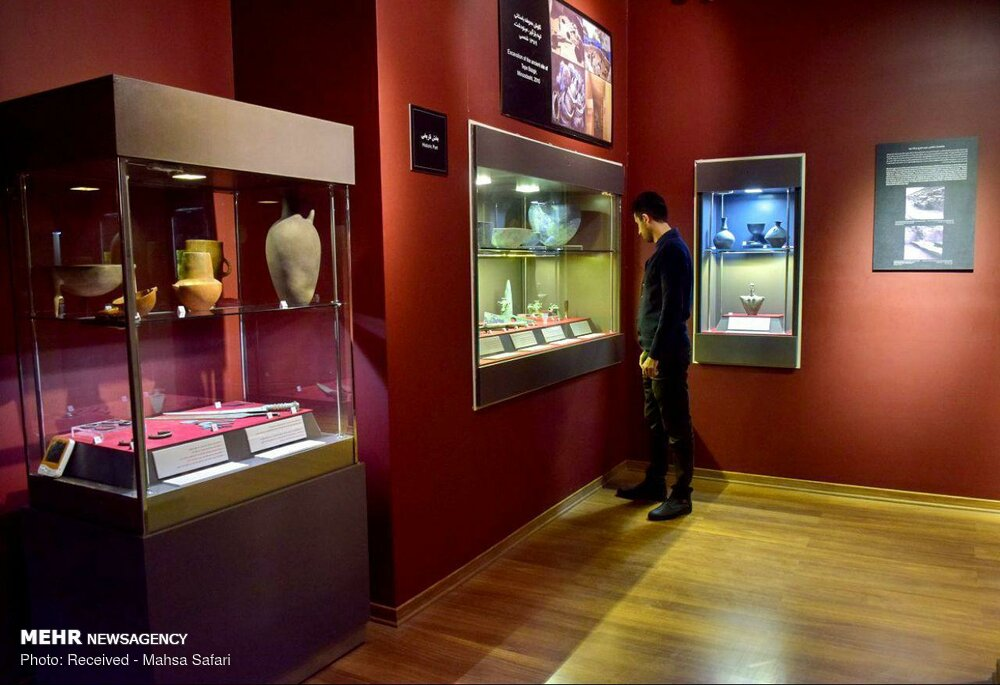
موزهٔ باستان‌شناسی گرگان

موزه باستان‌شناسی گرگان در سال ۱۳۵۵ به عنوان موزهٔ سنگ قبر افتتاح شد. این موزه در بهمن ۱۳۶۷ با افزودن اشیاء باستانی تبدیل به موزه باستان‌شناسی شد و هم‌اکنون شامل سه بخش سنگ‌نوشته‌ها، باستان‌شناسی و مردم‌شناسی است. در موزهٔ باستان‌شناسی گرگان آثار مربوط به دورهٔ اشکانیان تا قاجار نگه‌داری می‌شود.

#### کاخ‌موزهٔ گرگان

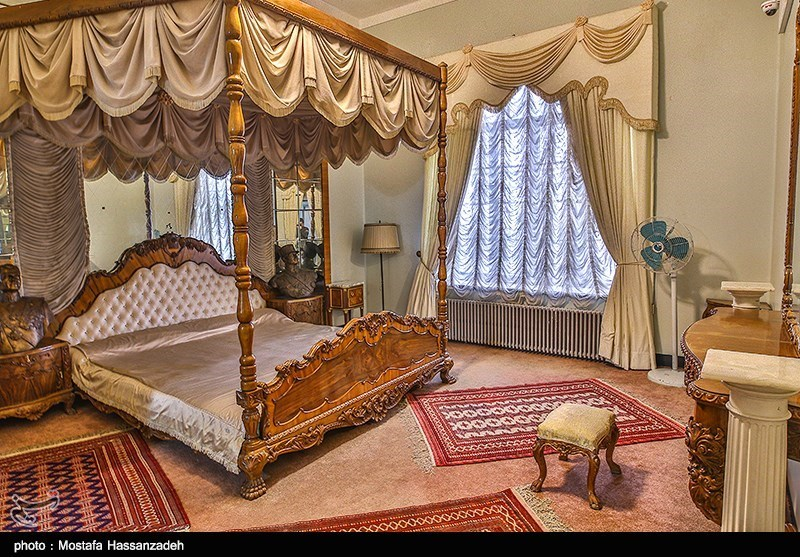
استراحتگاه خانوادهٔ پهلوی در کاخ

کاخ‌موزهٔ گرگان در ۲۸ اردیبهشت ۱۳۸۸ افتتاح شد. بنای این کاخ در سال ۱۳۱۷ به دستور رضاشاه ساخته شده است و یکی از ۱۲ کاخ خانوادهٔ پهلوی در ایران است. بنای کاخ‌موزهٔ گرگان در ۲۶ آذر ۱۳۳۶ ثبت ملی شده است. در طبقهٔ همکف این موزه می‌توان از مجسمه‌های ۳۰ تن از مشاهیر استان گلستان از سده سوم تاکنون بازدید کرد. در طبقهٔ اول نیز ۱۰۰ قلم از لوازم و اشیای دورهٔ پهلوی و استراحتگاه خانواده پهلوی قرار دارد. کاخ‌موزهٔ گرگان اولین موزهٔ شمال، چهارمین موزهٔ تخصصی باستان‌شناسی و بیست و چهارمین موزهٔ کشور به‌شمار می‌آید.

#### موزهٔ صنایع دستی گرگان

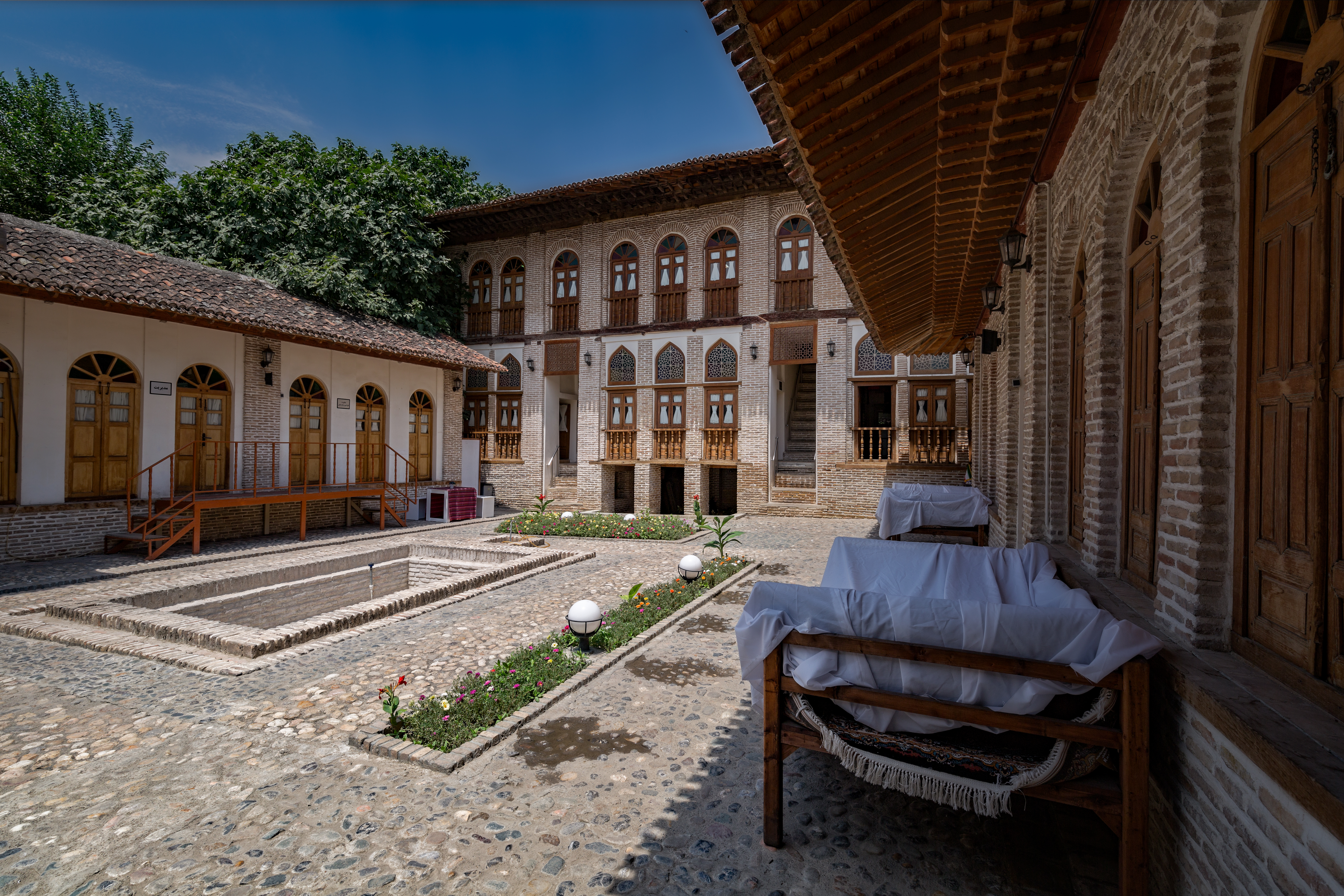
خانهٔ امیرلطیفی

موزهٔ صنایع دستی گرگان واقع در خانهٔ امیرلطیفی در بافت قدیم گرگان است. خانهٔ امیرلطیفی متعلق به دورهٔ قاجار است و ثبت ملی نیز شده است؛ و هم‌اکنون در این موزه می‌توان از صنایع دستی روستای زیارت، رامیان، علی‌آباد کتول و شاهکوه، کارگاه‌های مسگری و کرسی خانه، خراطی و حصیربافی و بافندگی و صنایع دستی ترکمن‌ها و قزاق‌ها بازدید کرد.

#### کاخ آقامحمدخان قاجار

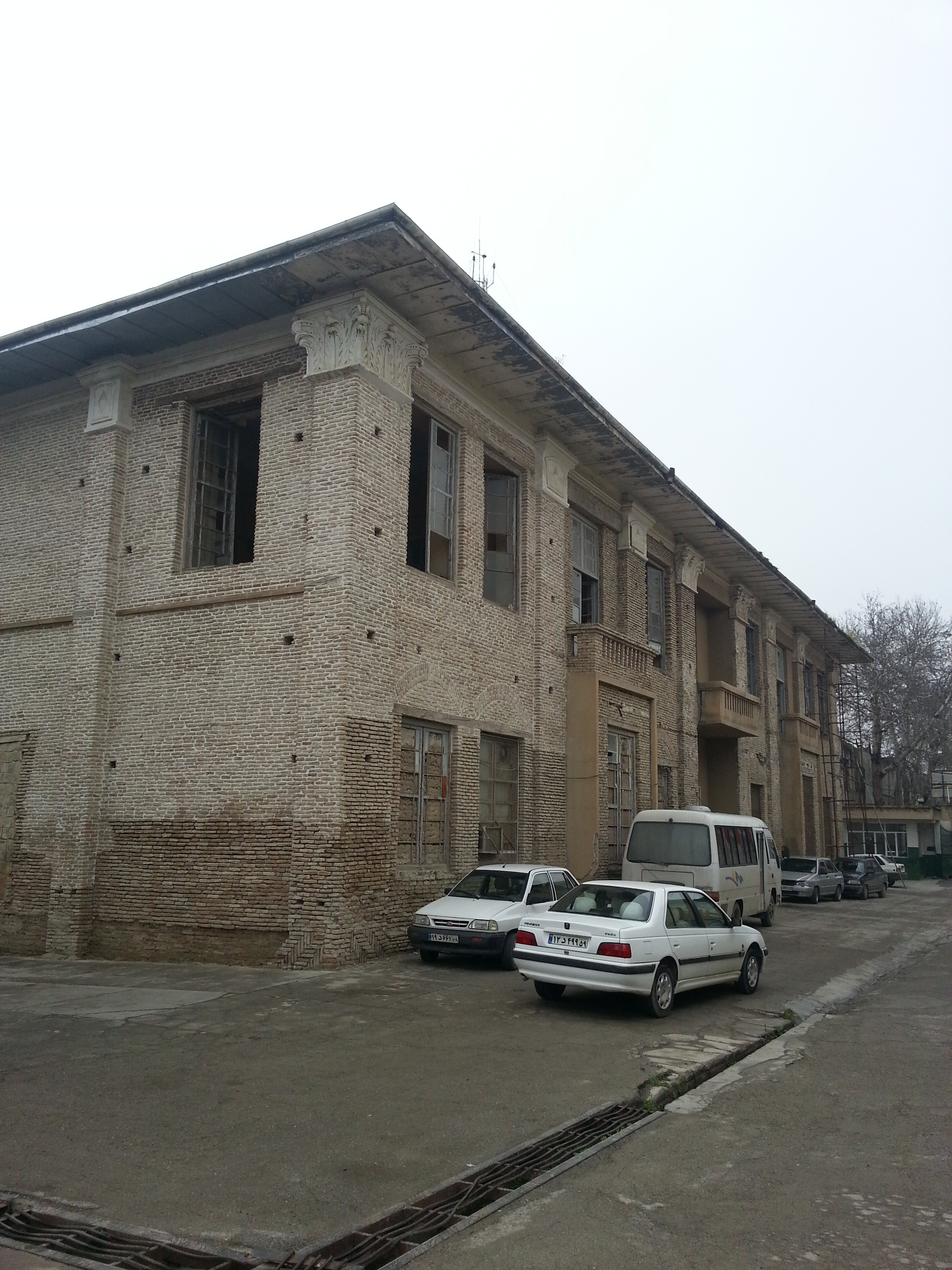
نمای کلی کاخ آقامحمدخان قاجار

در ۲۲ بهمن ۱۳۹۱ کاخ آقامحمدخان قاجار تبدیل به «موزهٔ زن در دفاع مقدس» شد. این کاخ تنها اثر به‌جا مانده از دارالحکومهٔ آقامحمدخان است و در بهمن ۱۳۸۳ ثبت ملی شده است.

### هتل‌ها
ازجمله مراکز اقامتی شهر گرگان می‌توان به موارد زیر اشاره کرد:
| نام                 | درجه (تعداد ستاره) | تعداد اتاق |
| ------------------- | ------------------ | ---------- |
| هفت پیکر            | 5                  | 20         |
| پارتیا              | 4                  | ۱۵۰        |
| دلتا                | 4                  | ۱۲۸        |
| آذین                | ۴                  | ۳۲         |
| شهاب ناهارخوران     | ۴                  | ۴۳         |
| جهانگردی ناهارخوران | ۳                  | ۶۷         |
| کانیار              | ۳                  | ۲۷         |
| جهانگردان شکیبا     | ۲                  | ۸          |
| راه و ماه           | ۲                  | ۲۰         |
| زیارت               | ۲                  | ۱۸         |
| سرفراز              | ۲                  | ۱۳         |
| هیرکان              | ۲                  | ۱۰         |
| پارمیس              | ۲                  | ۲۶         |

### غذاهای محلی
از غذاهای محلی گرگان می‌توان خورش ساک، خورش ماش‌پتی، کدو ترشک، کوکوی اسفناج و نخودپلو را نام برد.

### شیرینی‌های سنتی
نان زنجبیلی (لوزی)، حلوا اماج، نان سرغربیلی، نان پادرازی، قطاب و نان شیرمال از نان‌ها و شیرینی‌های سنتی شهر گرگان هستند.

## مراکز فرهنگی و هنری

### تئاتر
گرگان از قدیم در حوزهٔ نمایش زبانزد بوده و نمایش‌ها تا پیش از ساخته شدن تئاتر شهر گرگان در تالار فخرالدین اسعد گرگانی اجرا می‌شد. تالار تئاتر شهر گرگان در ۵ شهریور ۱۳۹۲ با ظرفیت ۱۴۶ نفر در کنار تالار فخرالدین اسعد گرگانی افتتاح شد.

### تالار فخرالدین اسعد گرگانی

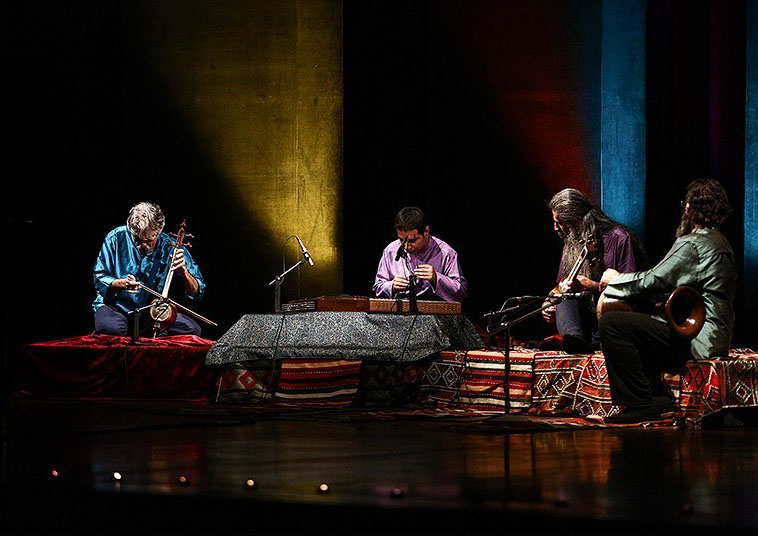
کنسرت کیهان کلهر در تالار فخرالدین اسعد گرگانی

ساخت تالار فخرالدین اسعد گرگانی در سال ۱۳۵۱ آغاز شد و در ۸ اردیبهشت ۱۳۵۷ توسط فرح دیبا افتتاح شد. کار ساخت این تالار ۴۵۰ نفره ۶ سال طول کشید و طراحی آن به گونه‌ای انجام شد که دومین سن استاندارد تالار کشور بعد از تهران در گرگان باشد. تالار فخرالدین اسعد گرگانی از مواریث غیرمنقول استان گلستان در شهرستان گرگان در دی ماه ۱۳۹۸ شمسی به ثبت ملی رسید. این بنای منحصربه‌فرد با زیبایی معماری خاص امکانات فنی و استاندارد صحنه و تجهیزات با وجود چهل سال قدمت، همچنان  درحال برگزاری مراسم و اجراهای هنری است.

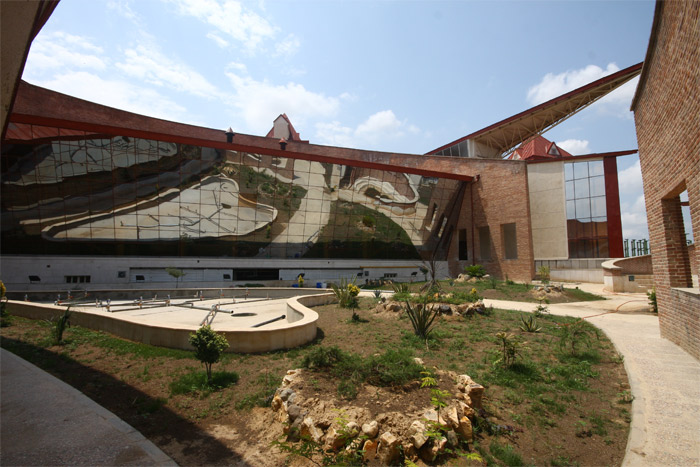
نمای بیرونی مؤسسهٔ فرهنگی میرداماد گرگان

### مؤسسهٔ فرهنگی میرداماد
مؤسسهٔ فرهنگی میرداماد گرگان مجموعه‌ای فرهنگی در گرگان است. کتابخانهٔ عمومی این مؤسسه دارای کتاب‌های چاپی، سنگی، خطی، مواد سمعی و بصری و اسناد است. مجموعهٔ فرهنگی و کتابخانهٔ عمومی این مؤسسه در زمینی به مساحت ۱۰۰۰۰ متر مربع و با زیربنای ۴۹۰۰ متر مربع بنیان‌گذاری شد. مرکز اسناد و عکس‌های تاریخی گلستان با هدف جمع‌آوری، ساماندهی و ارائهٔ اسناد، مدارک و عکس‌های تاریخی منطقهٔ جرجان و استرآباد (استان گلستان کنونی) و به منظور تأمین منابع مستند جهت انجام پژوهش و تحقیق پیرامون این منطقه در حوزه‌های مختلف راه‌اندازی گردیده است.

### سینماها
شهر گرگان پیش از انقلاب ۱۳۵۷ چهار سالن سینما داشت. اما پس از انقلاب، برای چندین سال تنها دو سالن سینما داشت و  درحال حاضر ۶ سالن سینما دارد.
سینما عصر جدید
سینما عصر جدید در سال ۱۳۳۹ در خیابان مولن‌روژ (۵ آذر کنونی) ساخته شد. این سینما دو سالن با ظرفیت‌های ۳۹۵ و ۹۵ نفر دارد. نام پیشین این سینما مولن‌روژ بود. پس از مصادرهٔ اموال مالک سینما نام آن ابتدا به رسالت و سپس به عصر جدید تغییر داده شد. حوزهٔ هنری مالک این سینما و محمدرضا کاشفی مدیر آن است.
سینما بهمن
سینما بهمن در سال ۱۳۴۰ در میدان شهرداری ساخته شد. این سینما دارای دو سالن با ظرفیت‌های ۳۴۸ و ۱۴۴ نفر است. سینما بهمن متعلق به حوزهٔ هنری است و مدیریت آن را مرتضی یوسفی بر عهده دارد.
سینما کاپری
سینما کاپری در سال ۱۳۴۶ در خیابان شالیکوبی (ولیعصر کنونی) افتتاح شد. این سینما در جریان انقلاب ۱۳۵۷ به آتش کشیده شد و به‌مدت ۳۰ سال مخروبه بود. در سال ۱۳۸۷ در مکان سینما کاپری مجتمع فرهنگی ساخته شد که در طبقهٔ چهارم آن پردیس سینمایی کاپری با دو سالن و مجموعاً ظرفیت ۴۲۱ نفر قرار دارد. مالک این سینما محمدرضا نجفی و صفایی مدیر آن است. پردیس سینمایی کاپری نیز در ۲ آبان ۱۳۹۲ در سال‌روز آتش‌سوزی، فعالیت دوباره را آغاز کرد. آیین بهره‌برداری این مجموعه با اکران فیلم گناهکاران و با حضور فرامرز قریبیان، کارگردان فیلم گناهکاران و سام قریبیان، نویسندهٔ فیلم برگزار شد. همچنین هوشنگ گلمکانی، دبیر وقت تحریریهٔ مجلهٔ فیلم، مهمان این مراسم بود.
مراسم افتتاح رسمی پردیس سینمایی کاپری نیز ۱۹ دی ماه ۱۳۹۲ با حضور علی نصیریان، بازیگر سینما و تلویزیون، حجت‌الله ایوبی، رئیس وقت سازمان امور سینمایی وزارت فرهنگ و ارشاد اسلامی، مجید مسچی، مدیرعامل وقت مؤسسه سینماشهر و جمعی از هنرمندان و فعالان فرهنگی و هنری گرگان برگزار شد.
پروانه فعالیت این پردیس سینمایی در تاریخ ۲۹ مهر ۱۳۹۲ از سوی اداره کل فرهنگ و ارشاد اسلامی گلستان صادر شده است.
سینما مهتاب
سینما مهتاب که در خیابان کاخ (پاسداران کنونی) قرار داشت،  به‌دلیل مقاومت نکردن مالک آن (رئیس اسبق بنیاد شهید) در اواخر دههٔ ۱۳۶۰ تعطیل شد و ساختمانش در اختیار اداره کل زندان‌های استان گلستان قرار گرفت.

## مراکز آموزشی

### آموزش عالی

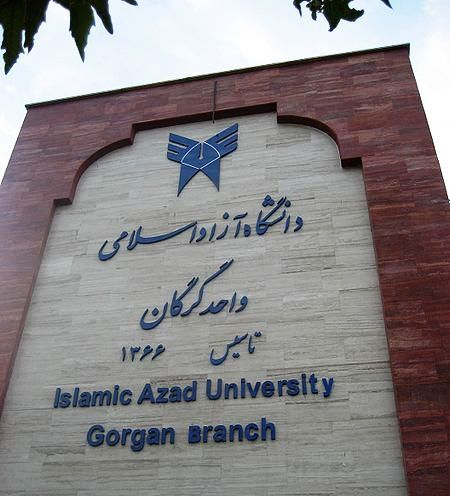
سردر دانشگاه آزاد گرگان

مراکز آموزش عالی و دانشگاه‌های شهر گرگان از معتبرترین و بهترین دانشگاه‌های کشور می‌باشند. گرگان دارای ۵ دانشگاه شامل بزرگ‌ترین و پرجمعیت‌ترین دانشگاهِ استان یعنی دانشگاه گلستان و همچنین علوم پزشکی گلستان، علوم کشاورزی و منابع طبیعی، دانشگاه آزاد گرگان و پیام نور است. مؤسسات آموزش عالی میرداماد، حکیم جرجانی، لامعی و بهاران نیز از دیگر مراکز آموزش عالی شهر گرگان هستند.

### مدرسه‌ها
از عالی‌ترین نمونه‌های معماری شهر گرگان مدارس قدیمی آن هستند. مدرسهٔ عمادیه، واقع در محلهٔ دربنو متعلق به اواخر دورهٔ تیموری و اوایل دورهٔ صفوی است که از ویژگی‌های شاخص معماری آن می‌توان به تقارن در ایوان‌ها و حجره‌ها، جداسازی فضاها با استفاده از اختلاف سطح و تغییر مصالح و طرح چهار ایوانی اشاره کرد. مدرسهٔ عمادیه دارای چهار ایوان است که به صورت یک ایوان دو طبقه در سمت غرب و یک ایوان دوطبقه در شرق بنا ساخته شده‌اند. ایوان غربی دارای یک گلدستهٔ مربعی با سقفی سفالین است.
مدرسهٔ تقوی، یکی دیگر از مدارس تاریخی شهر گرگان، مربوط به دورهٔ قاجار و بخشی از مجموعهٔ تقوی است. عمارت تقوی متعلق به یکی از تجار بزرگ استرآباد به نام تقی‌اُف بوده. مدرسهٔ تقوی نیز  ازجمله نمونه‌های نفیس معماری شهر گرگان محسوب می‌شود. این مدرسه دارای دو حیاط شمالی و جنوبی بوده که درِ شمالی به محلهٔ سرچشمه و درِ جنوبی به محلهٔ نعلبندان باز می‌شد. بنای مدرسه در ابتدا به عنوان یک منزل مسکونی ساخته شده بود و تا اواخر دورهٔ قاجار نیز کاربری مسکونی داشت. اما در دورهٔ پهلوی که مدرسهٔ علمی نوین ایجاد شد این بنا تغییر کاربری داد و به عنوان مدرسه مورد استفاده قرار گرفت. از ویژگی‌های بارز معماری این بنا می‌توان به بالکن‌های چوبی آن اشاره کرد که با استفاده از چوب خراطی شده ساخته شده‌اند و چشم‌اندازی ویژه و زیبا به بنا بخشیده‌اند. همچنین تناسب و هماهنگی درها در طبقهٔ پایین بنا که تأثیر ویژه‌ای بر ایجاد تعادل دما در بخش داخلی ساختمان داشته نشان‌دهندهٔ هوش و تبحر سازندگان این مدرسه است.
مدرسهٔ ایرانشهر که در سال ۱۳۱۷ ه‍.خ تأسیس شده، از قدیمی‌ترین مدرسه‌های گرگان است. فعالیت این مدرسه در سال ۱۳۹۰ برای بازسازی متوقف شد و از مهر ۱۳۹۵ دوباره آغاز به‌کار کرد. افراد سرشناسی که در این مدرسه تحصیل کرده‌اند سید رضا سیدین (پدر ورزش گرگان) عبدالقیوم ابراهیمی (بنیان‌گذار دانشگاه آزاد اسلامی گرگان) و محمدرضا لطفی (نوازندهٔ تار، نواساز و مدرس، محقق و مؤلف) هستند.
هم‌اکنون شهرستان گرگان دارای ۸۰ هزار دانش‌آموز است که ۲۵٫۸ آن‌ها در مدارس غیردولتی درس می‌خوانند. گرگان از حیث دانش‌آموزان مدارس غیردولتی رتبهٔ نخست را در استان گلستان و ایران دارد. فضای آموزشی به ازای هر دانش‌آموز در گرگان ۰٫۷ مترمربع است.  ازجمله مدارس و دبیرستان‌های دولتی می‌توان به دبستان سجادیه (خِرَد سابق)؛ مدرسهٔ راهنمایی شیخ فضل‌الله نوری و دبیرستان مصطفی خمینی اشاره کرد.

### حوزه‌های علمیه

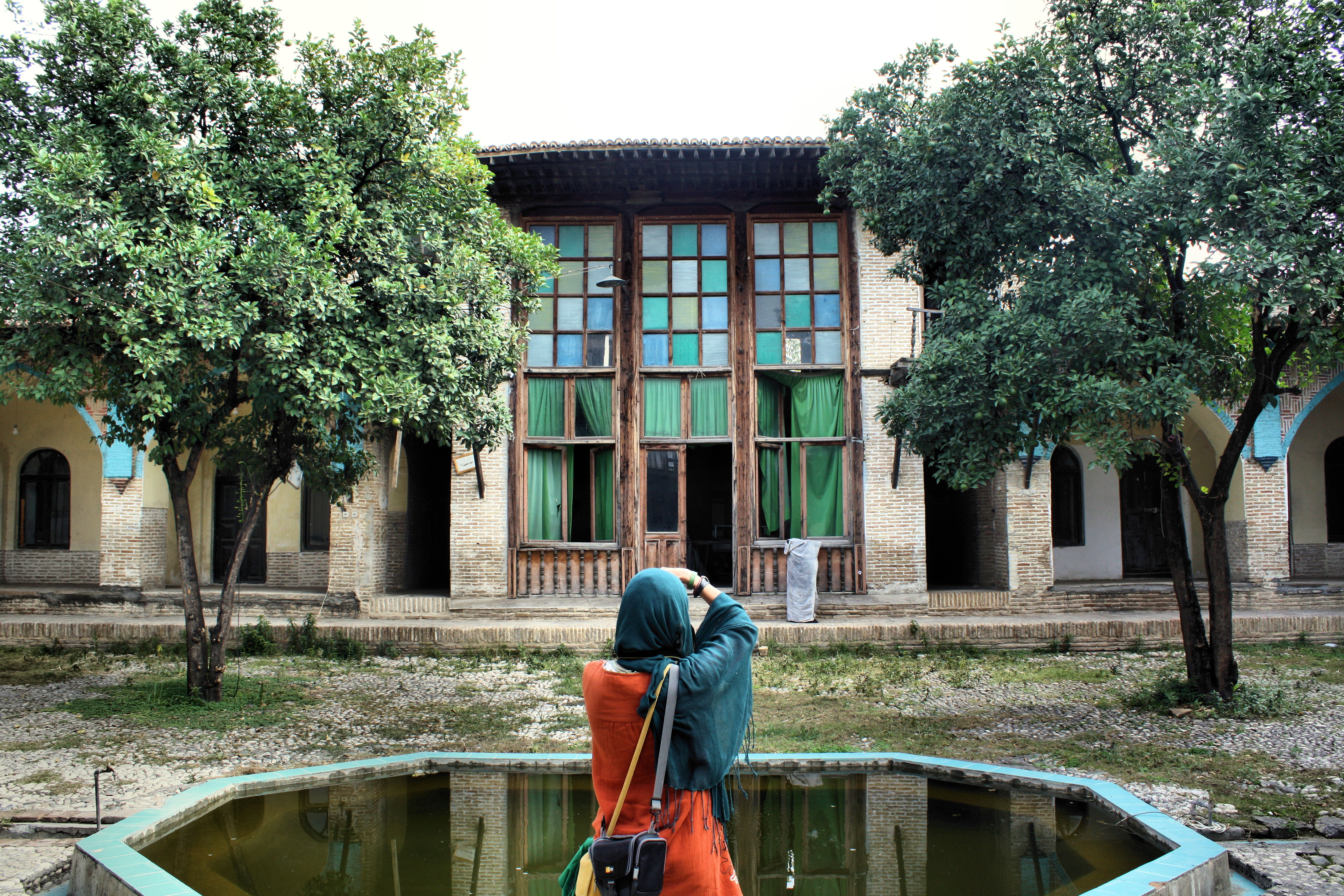
مدرسهٔ عمادیه

مدرسهٔ عمادیه که حوزهٔ علمیه‌ای متعلق به دورهٔ صفوی است، یکی از قدیمی‌ترین مدارس گرگان و ایران به‌شمار می‌آید. این مدرسه در سال ۹۵۲ ه‍.ق به‌دست روح‌الله حسینی استرآبادی ساخته شده است. مدرسهٔ عمادیه تا دوران قاجار از سبک رایج آموزشی برای تعلیم و تربیت دانش‌پژوهان بهره می‌برد و هزینهٔ آن توسط متولی و موقوفات بسیار تأمین می‌شد.
از حوزه‌های علمیهٔ موجود در شهر گرگان می‌توان به حوزه‌های علمیهٔ امام خمینی، دارالشفاء، محسنیه، امام صادق و رضویه و جامعة المصطفی العالمیة (اهل تسنن) اشاره کرد.

### کتابخانه‌ها
نخستین کتابخانه در گرگان به عصر صفوی (سده ۱۱ ه‍.ق) بازمی‌گردد که کتابخانهٔ حسین اردبیلی‌نژاد استرآبادی نام داشت. نخستین کتابخانهٔ عمومی گرگان در سال ۴۶–۱۳۴۵ فعالیت خود را با ۹۵۲ جلد کتاب آغاز کرد. این کتابخانه در سال ۱۳۵۸ به محل کنونی آن در پارک شهر منتقل شد و کتابخانهٔ عمومی شماره یک گرگان نام گرفت. کتابخانهٔ عمومی شماره یک گرگان در سال ۱۳۸۴ به کتابخانهٔ میرفندرسکی تغییر نام داد.
در شهرستان گرگان ۷ کتابخانهٔ عمومی و ۱۱ کتابخانهٔ مشارکتی وجود دارد. کتابخانه‌های میرداماد، میرفندرسکی، حافظ و بشارت از کتابخانه‌های عمومی گرگان هستند.

## بیمارستان‌ها
| نام                                   | نوع   | تأسیس |
| ------------------------------------- | ----- | ----- |
| بیمارستان ۵ آذر                       | دولتی | ۱۳۱۰  |
| بیمارستان فلسفی                       | خصوصی | ۱۳۴۲  |
| بیمارستان دزیانی                      | دولتی | ۱۳۴۳  |
| بیمارستان مسعود                       | خصوصی | ۱۳۴۶  |
| بیمارستان کودکان طالقانی              | دولتی | ۱۳۶۰  |
| بیمارستان دکتر موسوی                  | خصوصی | ۱۳۷۴  |
| بیمارستان شهید صیاد شیرازی            | دولتی | ۱۳۹۰  |
| بیمارستان حکیم جرجانی (تأمین اجتماعی) | دولتی | ۱۳۹۲  |
| بیمارستان سوانح سوختگی                | دولتی | ۱۳۹۴  |
| بیمارستان قلب شفا                     | خصوصی | ۱۳۹۴  |

### بیمارستان ۵ آذر
مرکز آموزشی درمانی ۵ آذر در سال ۱۳۱۰ تأسیس شد. این بیمارستان  درحال حاضر ۴۰۰ تخت بستری داشته و بیش از ۸۰ پزشک متخصص و فوق تخصص در این مرکز مشغول به کارند.

### بیمارستان دزیانی
بیمارستان دزیانی در سال ۱۳۴۳ با نام زایشگاه زنان و زایمان توسط محمود سیفی - وصی دزیانی - افتتاح شد و به جمعیت شیر و خورشید سرخ واگذار شد.

#### بیمارستان فلسفی
بیمارستان فلسفی در سال ۱۳۴۲ توسط محمود و ابوالقاسم فلسفی با ۲۵ تخت تأسیس شد. هم‌اکنون تعداد تخت مصوب بیمارستان ۱۲۸ عدد است که ۱۰۰تای آن‌ها فعال است.

#### بیمارستان طالقانی
بیمارستان تخصصی کودکان طالقانی در سال ۱۳۶۰ با ۱۲۰ تخت تأسیس شد. این بیمارستان اصلی‌ترین مرکز ارجاع بیماران در رشته‌های مختلف تخصصی و فوق تخصصی کودکان و نوزادان در استان گلستان است.

#### بیمارستان شهید صیاد شیرازی
این بیمارستان در سال ۱۳۹۱ با حضور رئیس‌جمهور با ۳۰۰ تخت افتتاح شد. هم‌اکنون بیمارستان شهید صیاد شیرازی دارای ۳۴۰ تخت فعال و بزرگ‌ترین مرکز آموزشی درمانی استان است.

## سیاست

### شهرداری

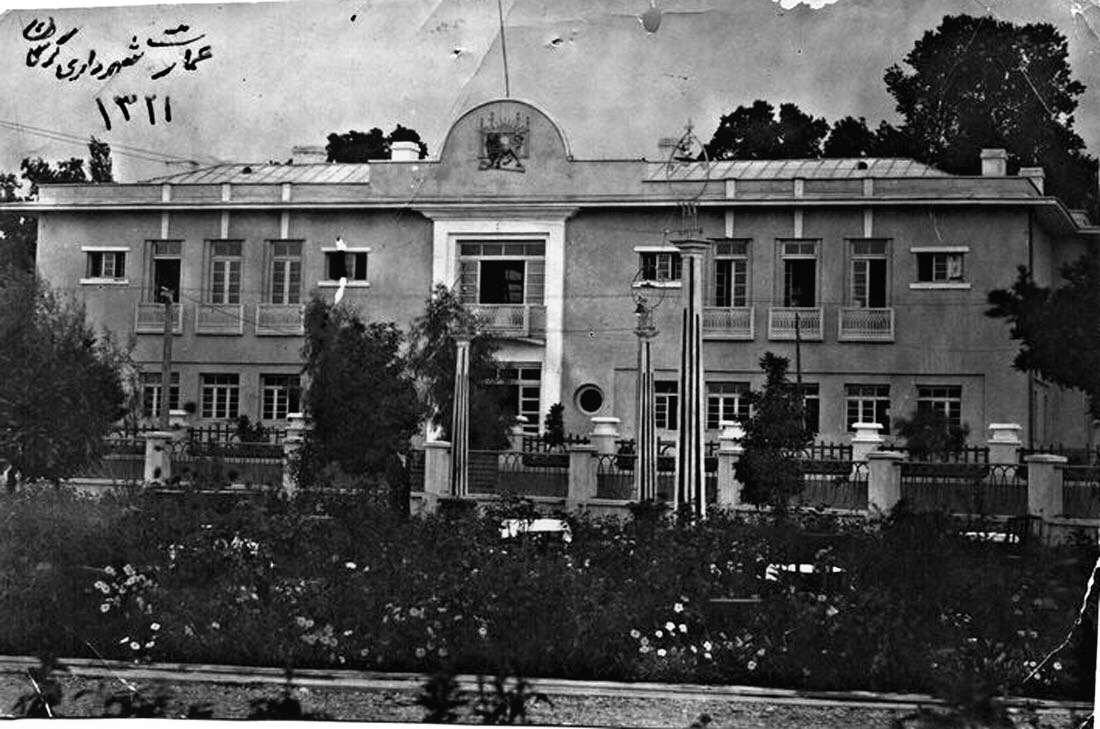
عمارت شهرداری گرگان در بهار ۱۳۲۱

شهرداری گرگان در سال ۱۳۰۴ تأسیس شد؛ اما پیش از آن بلدیه در نزدیکی عمارت آقامحمدخانی وجود داشت. پس از تشکیل شهرداری، بلدیه به محل جدیدش منتقل شد و از سال ۱۳۱۴ نام آن با عنوان شهرداری فراگیر شد.
گرگان دارای سه منطقهٔ شهرداری است. شهرداری مرکزی در مرکز شهر گرگان، شهرداری منطقهٔ یک در خیابان مصطفی خمینی (کوی علی‌محمدی)، منطقهٔ دو در بلوار قدس (خیابان چاله‌باغ) و منطقهٔ سه در خیابان رجایی واقع شده‌اند.

### شهرهای خواهرخوانده

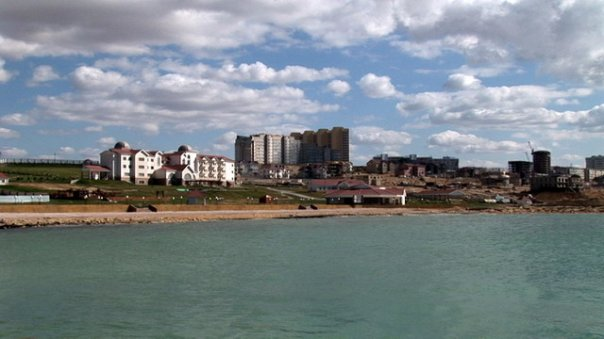
آق‌تاو، یکی از خواهرخوانده‌های گرگان

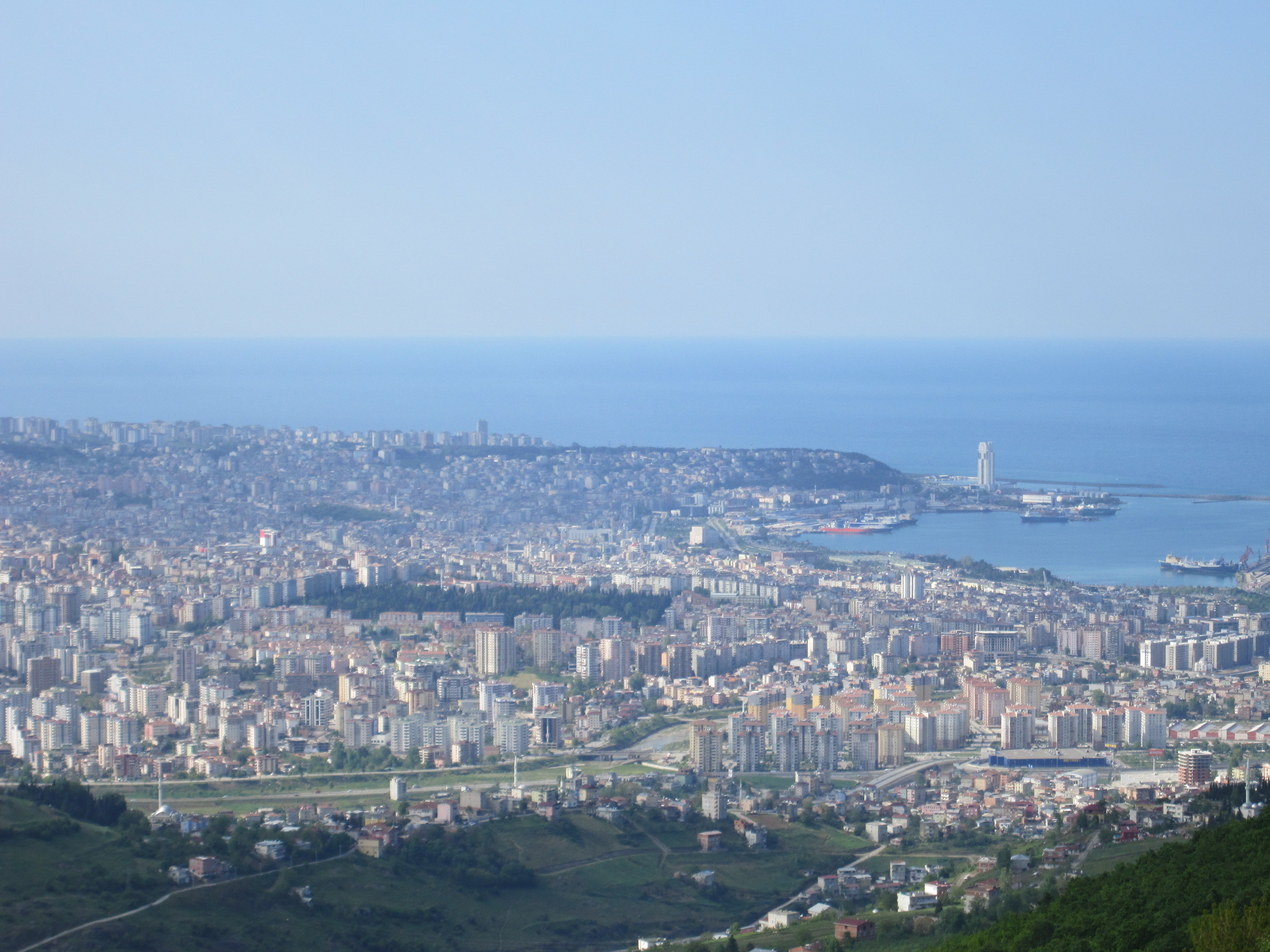
صامسون، یکی از خواهرخوانده‌های گرگان

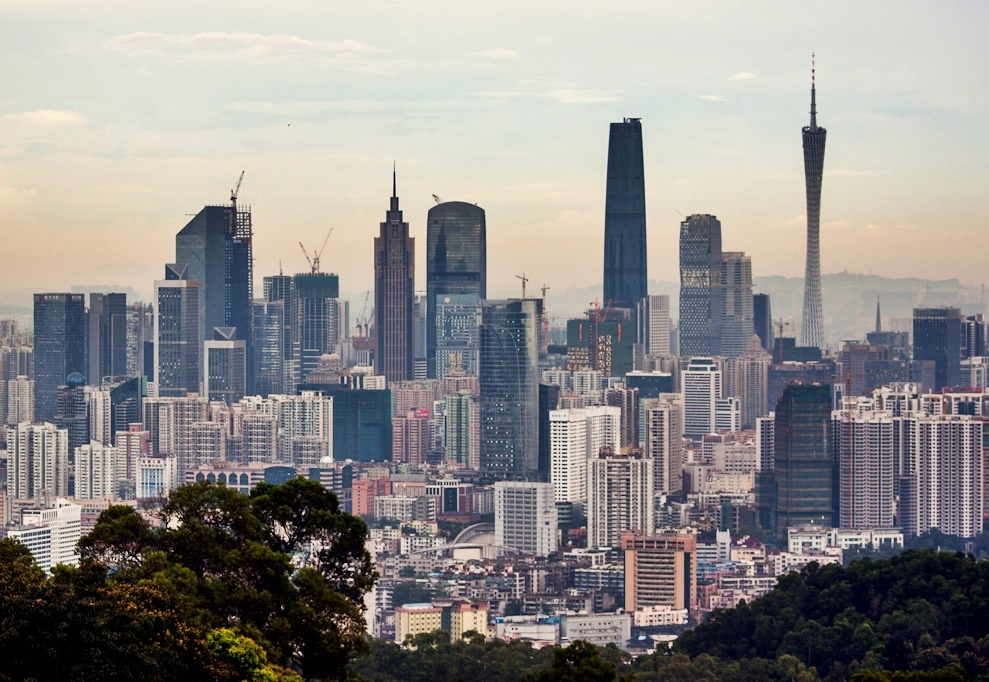
گوانگ‌ژو، یکی از خواهرخوانده‌های گرگان

گرگان با سه شهر جهان دارای پیوند خواهرخواندگی است.
|          | نام کشور | شهر خواهرخوانده | از سال |
| -------- | -------- | --------------- | ------ |
| قزاقستان | قزاقستان | آق‌تاو           | ۲۰۰۷   |
| ترکیه    | ترکیه    | صامسون          | ۲۰۱۱   |
| چین      | چین      | گوانگ‌ژو         | ۲۰۱۹   |

### کنسولگری‌ها
|           | کشور      | وضعیت   |
| --------- | --------- | ------- |
| ترکمنستان | ترکمنستان | فعال    |
| قزاقستان  | قزاقستان  | فعال    |
| روسیه     | روسیه     | غیرفعال |

## معضلات شهری

### ترافیک
ترافیک یکی از معضلات شهری در گرگان به حساب می‌آید و یکی از دلایل آن قرارگیری گرگان در مسیر مسافران است. جاده ناهارخوران از پرترددترین خیابان‌های گرگان است و به‌خصوص آخر هفته‌ها دچار ترافیک شدیدی می‌شود. ساختن تقاطع‌های غیرهمسطح، تعریض معابر، احداث راه جایگزین برای بعضی مسیرها، یک‌طرفه کردن خیابان‌ها و… از اقداماتی است که شهرداری برای کاهش ترافیک انجام داده یا قصد انجام آن را دارد. البته پروژه‌هایی مانند تقاطع‌های غیرهمسطح در دخانیات و گلشهر شکست خوردند و تأثیری در کاهش ترافیک نداشتند.

### حاشیه‌نشینی
جمعیت ایران از سال ۱۳۵۵ تا ۱۳۹۵ دو برابر شده اما جمعیت استان گلستان و گرگان چهار برابر شده است. مهاجرت از دلایل این رشد ناگهانی جمعیت است که باعث شده در استان گلستان دو برابر متوسط کشور حاشیه‌نشینی وجود داشته باشد. مناطق اسلام‌آباد، قلعه حسن، کوی افسران و … از مناطق حاشیه‌نشین گرگان هستند. سازه‌های نامناسب و غیراستاندارد، بیکاری، افزایش کودکان کار خیابانی، اعتیاد، خرید و فروش مواد، افزایش زنان بی‌سرپرست، افراد و ازدواج‌های بی‌هویت مشکلاتی هستند که حاشیه‌نشینی در پی دارد.

## ترابری
فاصلهٔ گرگان تا برخی از مناطق شهری ایران:
| شهر مقصد | طول مسافرت   |
| -------- | ------------ |
| ساری     | ۱۲۰ کیلومتر  |
| بابل     | ۱۶۷ کیلومتر  |
| شاهرود   | ۱۲۷ کیلومتر  |
| بجنورد   | ۲۹۷ کیلومتر  |
| تهران    | ۳۷۹ کیلومتر  |
| رشت      | ۴۹۸ کیلومتر  |
| مشهد     | ۵۵۶ کیلومتر  |
| اراک     | ۶۷۷ کیلومتر  |
| زنجان    | ۷۱۶ کیلومتر  |
| همدان    | ۷۳۴ کیلومتر  |
| اردبیل   | ۷۶۴ کیلومتر  |
| اصفهان   | ۸۳۶ کیلومتر  |
| سنندج    | ۸۹۸ کیلومتر  |
| کرمانشاه | ۹۲۳ کیلومتر  |
| تبریز    | ۹۹۶ کیلومتر  |
| شیراز    | ۱۲۳۱ کیلومتر |
| اهواز    | ۱۲۷۱ کیلومتر |
| بندرعباس | ۱۷۳۱ کیلومتر |
| چابهار   | ۲۲۱۶ کیلومتر |

### فرودگاه

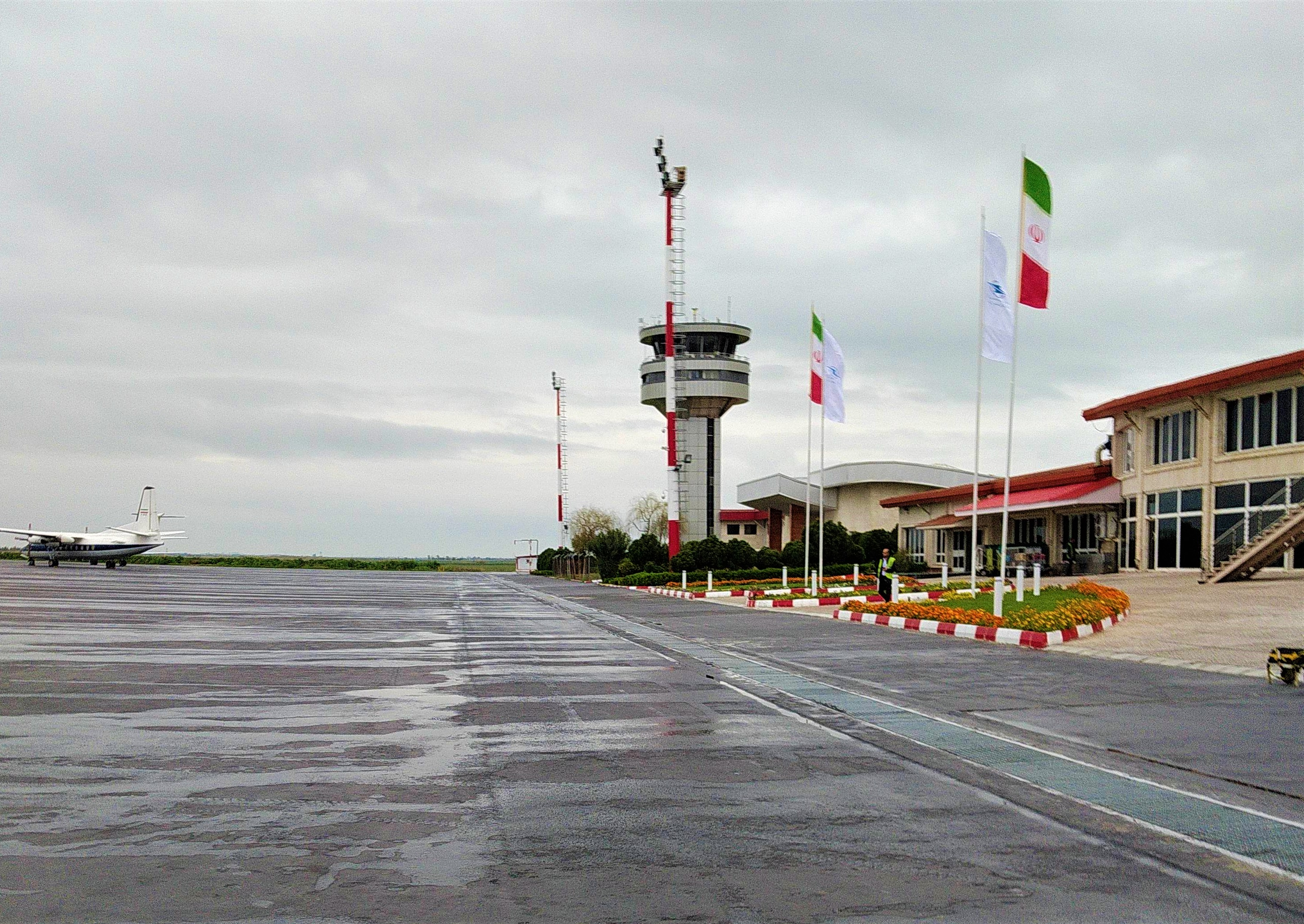
فرودگاه گرگان

پروازهای داخلی فرودگاه بین‌المللی گرگان تهران، مشهد، زاهدان، کیش، بندرعباس، رشت، تبریز، شیراز، چابهار، قشم و عسلویه هستند. به‌صورت هفتگی پروازهای عتبات عالیات نیز دایر است. شرکت‌های هواپیمایی ایران ایر، آسمان، قشم ایر، کیش ایر، زاگرس و پویا ایر پروازهای این فرودگاه را برعهده دارند. به تازگی نیز پرواز گرگان-اکتائو جهت برقراری ارتباط ایران با قزاقستان برقرار شد.

### راه‌آهن

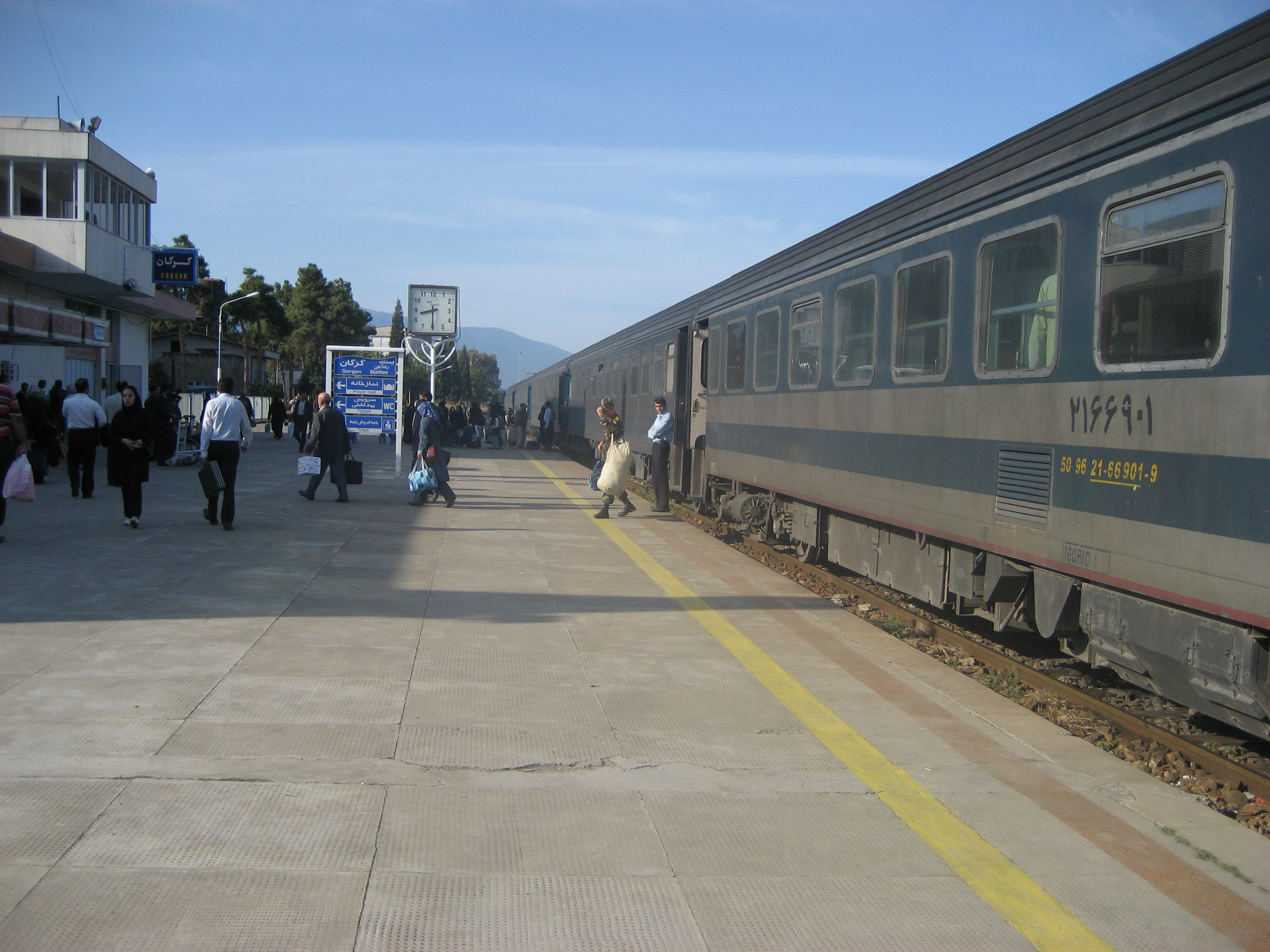
ایستگاه راه‌آهن گرگان

ایستگاه راه‌آهن گرگان در ۹ آبان ۱۳۳۹ در مسیر خط راه‌آهن بندر ترکمن - گرگان افتتاح شد. عملیات اجرایی راه‌آهن گرگان - اینچه‌برون - ترکمنستان در سال ۱۳۹۲ پایان یافت و در سال ۱۳۹۳ به شکل رسمی افتتاح شد. این مسیر بخشی از پروژهٔ ریلی راه‌آهن گرگان – اینچه‌برون – اترک – برکت در سه کشور قزاقستان، ترکمنستان و ایران است. طول این خط آهن حدود ۹۰۸ کیلومتر است که ۱۲۰ کیلومتر آن در قزاقستان، ۷۰۰ کیلومتر در ترکمنستان و ۸۸ کیلومتر در ایران قرار دارد. این راه‌آهن بر اثر سیل فروردین ۱۳۹۸ دچار خرابی شده بود که بازسازی شد.
قرار است راه‌آهن گرگان - مشهد در ۵ قطعهٔ کارگاهی در مسیرهای گرگان، گنبد کاووس، کلاله، بجنورد، شیروان و مشهد به طول ۵۵۰ کیلومتر ساخته شود.

### ترمینال
ترمینال گرگان در میدان انقلاب، در حاشیهٔ شمال غربی شهر قرار دارد و بزرگ‌ترین ترمینال مسافرتی شمال ایران است.

### تاکسی
طرح پرداخت الکترونیکی کرایه تاکسی در سال ۱۳۹۸ در گرگان اجرا شد. گرگان پس از تهران دومین شهر اجراکنندهٔ این طرح در کشور است. طبق آخرین آمار در فروردین ۱۴۰۰، ۲ هزار و ۹۲۲ دستگاه تاکسی در سطح شهر گرگان  درحال فعالیت هستند.

### قطار شهری
از سال ۱۳۹۳، بحث ایجاد قطار شهری در گرگان مطرح بود. قطارشهری گرگان شامل دو خط است که شبیه آن در تبریز  درحال اجرا است. حتی نمایندگان شرکت چینی «سیتیک» برای بررسی احداث قطار شهری در گرگان حاضر شدند. ولی هنوز خبر جدیدی در مورد قطارشهری یافت نشد.

### مونوریل
طرح مونوریل گرگان از سال ۱۳۹۳ موافقان و مخالفان زیادی دارد و در میان کارشناسان، بحث‌های گوناگونی دربارهٔ ممکن یا غیرممکن بودن اجرای این طرح، مطرح است. طرحی که به گفتهٔ رئیس وقت شورای اسلامی شهر گرگان زمان اجرای آن حداقل ۵ و حداکثر ۱۰ سال برآورد شده است ولی هنوز تاکنون برآورد نشده است.

### تراموا
ایجاد خط تراموا جهت کنترل ترافیک شهر گرگان از برنامه‌های حوزهٔ ترافیک شهرداری بوده است. طرحی که از سال ۱۳۹۳ مطرح بود و اواخر سال ۱۳۹۷ در جلسهٔ شورای ترافیک شهرستان پیگیری تراموا و ساخت آن در گرگان تصویب شد اما این امر نیازمند پیگیری‌های مسئولان استانی هم است. به منظور ساماندهی و مدیریت ترافیک شهری در نظر است برای دو مسیر پرتردد این شهر، اقدام به اجرای پروژهٔ تراموای شهری شود.

### خیابان و بلوارها

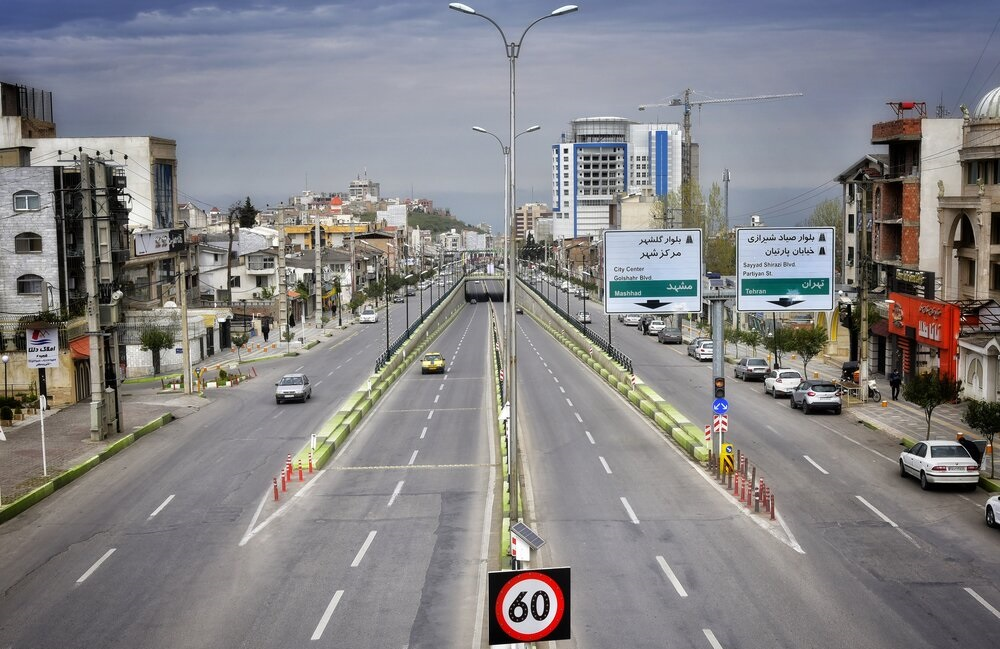
بلوار ناهارخوران

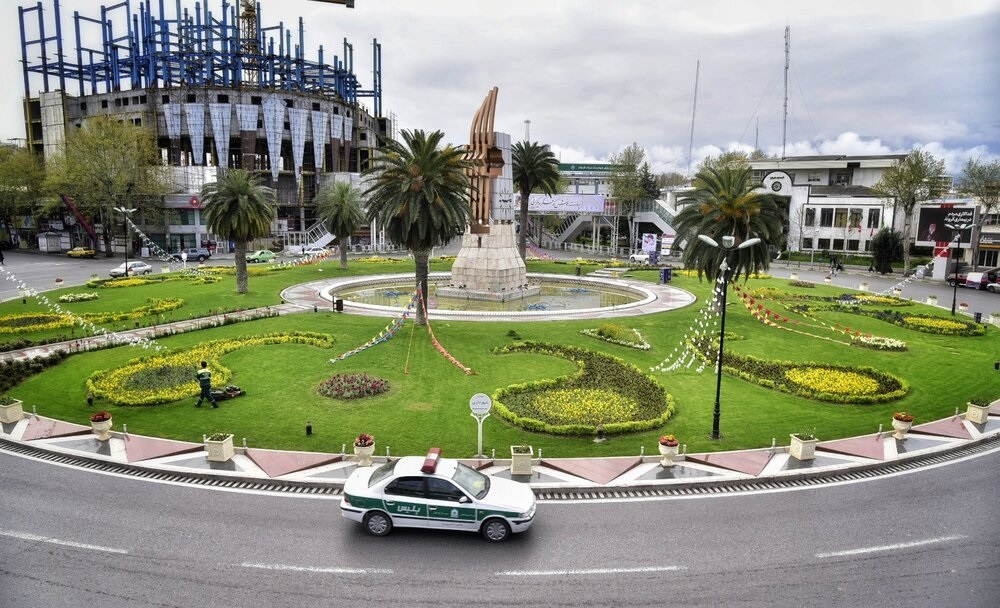
میدان شهرداری گرگان

- بلوار امام رضا
- بلوار ناهارخوران
- بلوار گلشهر
- خیابان پارتیان
- بلوار صیاد شیرازی
- خیابان ولیعصر
- خیابان استرآبادی
- بلوار هیرکان
- خیابان سعدآباد
- بلوار خلیج
- بلوار رسالت
- خیابان امام خمینی
- بلوار کاشانی
- بلوار الغدیر
- بلوار جانبازان
- خیابان استاندارد
- بلوار مفتح
- خیابان ۵ آذر
- خیابان بعثت
- خیابان شهید بهشتی
- بلوار شهید مدرس
- بلوار شهید شکاری
- بلوار چاله باغ
- بلوار تربیت
- کوی تختی

## اقتصاد و صنعت
عمده واحدهای صنعتی بزرگ منطقهٔ گرگان، در پیش از انقلاب ۱۳۵۷ و در راستای کشاورزی و منابع و مواد اولیه، احداث و پایه‌گذاری شده‌اند. از جمله، واحدهای بزرگی چون کشت و صنعت گل‌چشمه، کشت و صنعت گرگان، صنعت چوب شمال، تخته شهید باهنر، نئوپان شموشک و همچنین ۲۵ واحد پنبه‌پاک‌کنی بزرگ و ۲۸ واحد آردسازی بوده است.

## رسانه‌ها

### صدا و سیما
رادیو گرگان از سال ۱۳۳۲ فعالیت خود را با نام رادیو ارتش آغاز کرد. ساختمان اداری و مرکز تولید و پخش آن در ابتدا در اداره پست و تلگراف گرگان بود و فرستنده آن در پارک شهر کنونی قرار داشت. در سال ۱۳۳۸ تولید برنامه‌های رادیو گرگان از ۱ ساعت به ۲ ساعت (۱ ساعت فارسی و ۱ ساعت ترکمنی) افزایش یافت. رادیو گرگان و رادیو ساری از سال ۱۳۵۰ تا ۱۳۵۷ از زیرمجموعه‌های مرکز رشت حساب می‌شدند و پس از انقلاب ۱۳۵۷ به‌طور مستقل به فعالیت خود ادامه دادند. صدا و سیمای مرکز گلستان ساخت برنامه‌های تلویزیونی را از سال ۱۳۶۹ شروع کرد که آثار تولیدی محلی و همچنین به زبان ترکمنی آن از شبکهٔ استانی مازندران پخش می‌شد. صدا و سیمای مرکز گلستان در نیمهٔ دوم سال ۱۳۷۸ افتتاح شد که در هفته ۳۶۰۰ دقیقه برنامه داشت. شبکهٔ استانی گلستان نیز در ۲۷ اسفند ۱۳۸۳ با ۲۶۰ دقیقه برنامه در روز راه‌اندازی شد. مجموعهٔ ساختمانی و سیستم رادیویی کنونی این مرکز از ۱۶ اسفند ۱۳۶۹ مورد استفاده قرار گرفته و یکی از مدرن‌ترین و مجهزترین مراکز رادیویی ایران است.

### نشریه‌ها

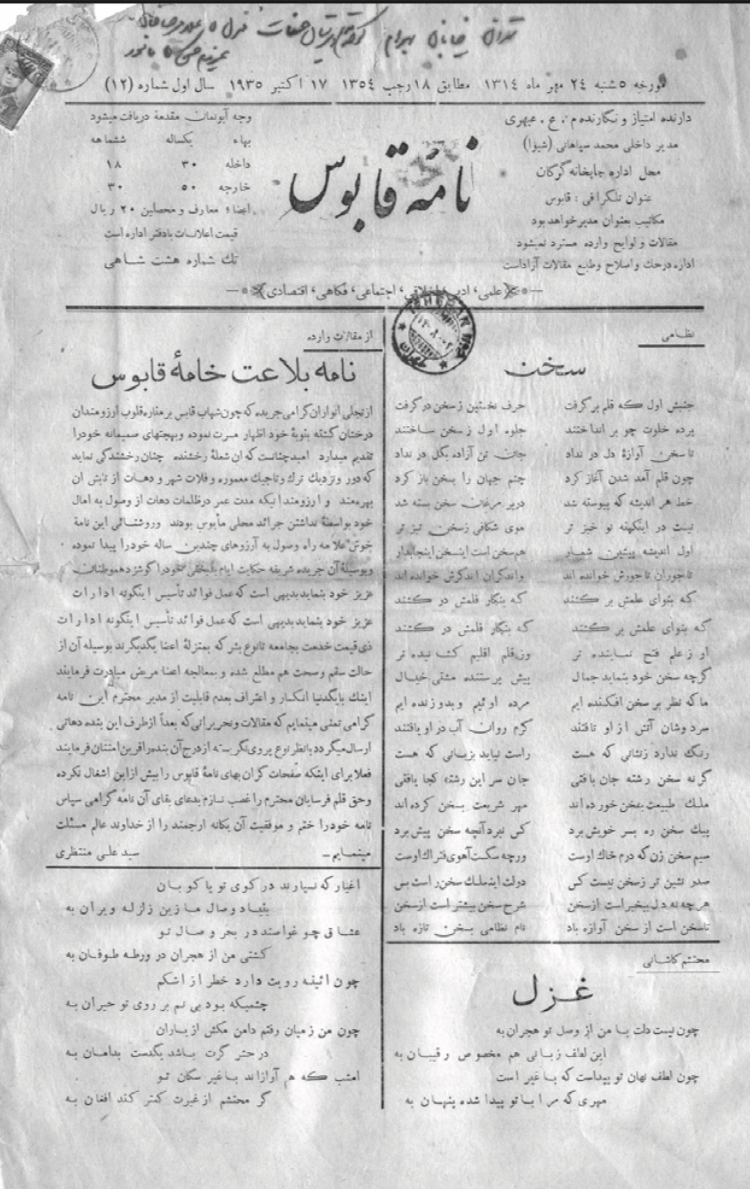
صفحهٔ نخست شمارهٔ ۱۲ نامهٔ قابوس. ۲۴ مهر ۱۳۱۴

از نخستین نشریهٔ گرگان اطلاعات موثقی در دست نیست اما به‌گفتهٔ سید محمدکاظم مداح، نخستین نشریه، بولتن یا خبرنامهٔ بدون عنوان چاپخانهٔ گرگان است که در سالگرد تأسیس چاپخانهٔ ریحانی و ۲۴امین سالگرد مشروطیت مصادف با ۱۴ مرداد ۱۳۰۹ چاپ و توزیع شد. این نشریه در بین مدعوین از طبقات مختلف، شامل معاریف، بزرگان، روحانیون، رؤسای ادارات، نظامی و انتظامی که در جشن شرکت داشتند، پخش شد. «نامهٔ قابوس» یکی از نخستین نشریه‌های گرگان است که در سال ۱۳۱۴ توسط میرزا محمدعلی خان عبهری منتشر شد. در فاصلهٔ سال‌های ۱۳۲۰ تا ۱۳۳۲ به‌علت پایان یافتن دولت رضاشاه و در نتیجه ایجاد فضای باز سیاسی مطبوعات مختلفی  ازجمله ندای گرگان (هفته‌نامهای به زبان فارسی و ترکمنی مربوط به حزب توده در گرگان)، آذر گرگان (هفته‌نامه‌ای با روش سیاسی، اجتماعی و خبری)، پیام گرگان (هفته‌نامهٔ دیگری با روش سیاسی، اجتماعی و خبری) و… به چاپ می‌رسیدند. پس از کودتای ۲۸ مرداد ۱۳۳۲ این فضای باز پایان یافت و مطبوعات، رونق چندانی نداشتند. منوچهر نوازش یکی از فعال‌ترین چهره‌های مطبوعاتی در دوران پس از کودتا بود که هفته‌نامهٔ «نهضت» را در ۱۳۲۶ در ساری و هفته‌نامهٔ «شمال ایران» را در ۱۳۴۲ در گرگان منتشر کرد. شمال ایران در قطع روزنامه و در ۴ و گاه ۸ صفحه منتشر می‌شد. این نشریه بعدها به علت نوشتن مقاله‌ای دربارهٔ تصاحب زمین توسط تیمسار مزین توقیف شد. پس از انقلاب ۱۳۵۷ تا سال ۱۳۶۰ مطبوعاتی همچون ندای ترکمن، چکلش، ندای مستضعفین، فصل گرگان و… در گرگان فعالیت داشتند. از سال ۱۳۶۰ به علت ایجاد فضای جدید در کشور فعالیت فرهنگی رونقی نداشت و از این سال تا سال ۱۳۷۶ نشریات مستقلی برای گرگان و دشت منتشر نمی‌شد. البته «گرگان و دشت» ضمیمه‌ای از هفته‌نامهٔ «اقتصاد خراسان» بود که نخستین شمارهٔ آن در ۴ صفحه در خرداد ۱۳۷۴ و آخرین شمارهٔ آن در بهمن همان سال منتشر شد. در سال ۱۳۷۶ با تصویب لایحهٔ تأسیس استان گلستان و روی کار آمدن دولت خاتمی فضای جدیدی ایجاد شد. در این سال‌ها نشریاتی همچون گلشن مهر، گرگان امروز، استرآباد، میرداماد و… منتشر شدند. از سال ۱۳۸۴ با روی کار آمدن دولت احمدی‌نژاد به علت تفاوت دیدگاه با دولت پیشین فعالیت‌های مطبوعاتی کمرنگ شد و دوران پرتحرک مطبوعاتی ۸۴–۱۳۷۶ از تب و تاب افتاد.